# Waldheim

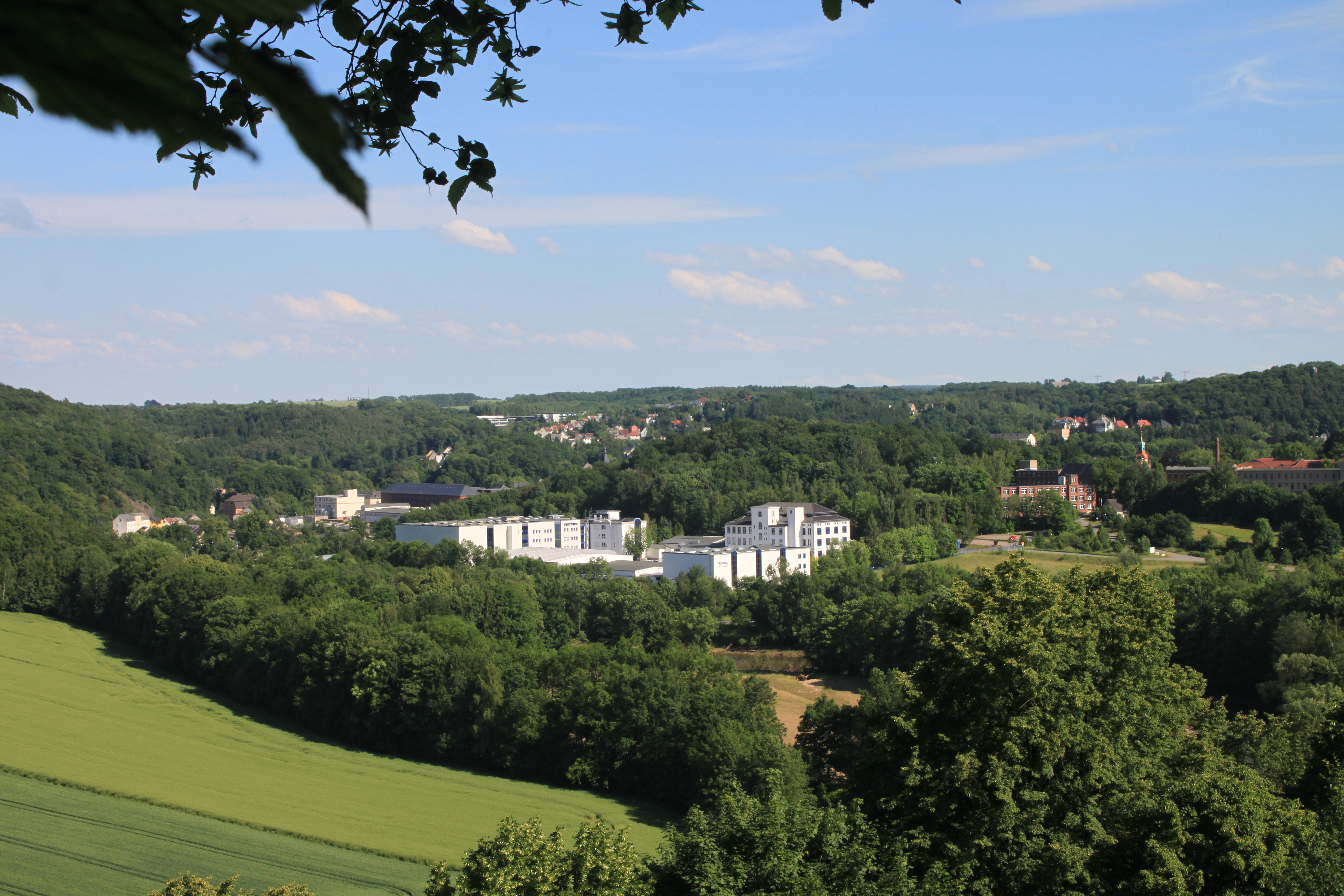
Blick auf Waldheim und die Zschopau vom Stufenberg

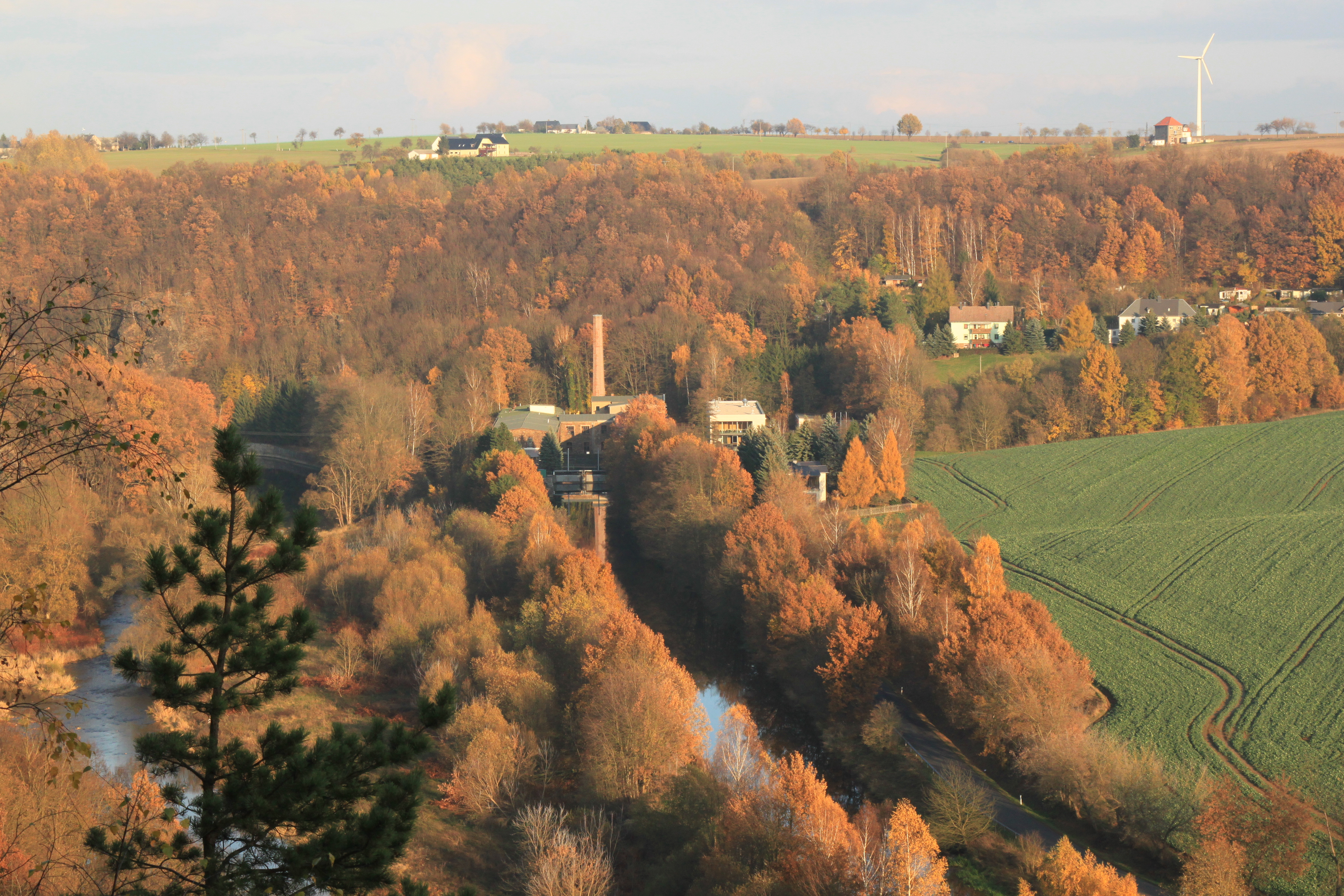
Blick vom Stufenberg in das herbstliche Tal der Zschopau mit dem Kurt-Schwabe-Institut in Meinsberg

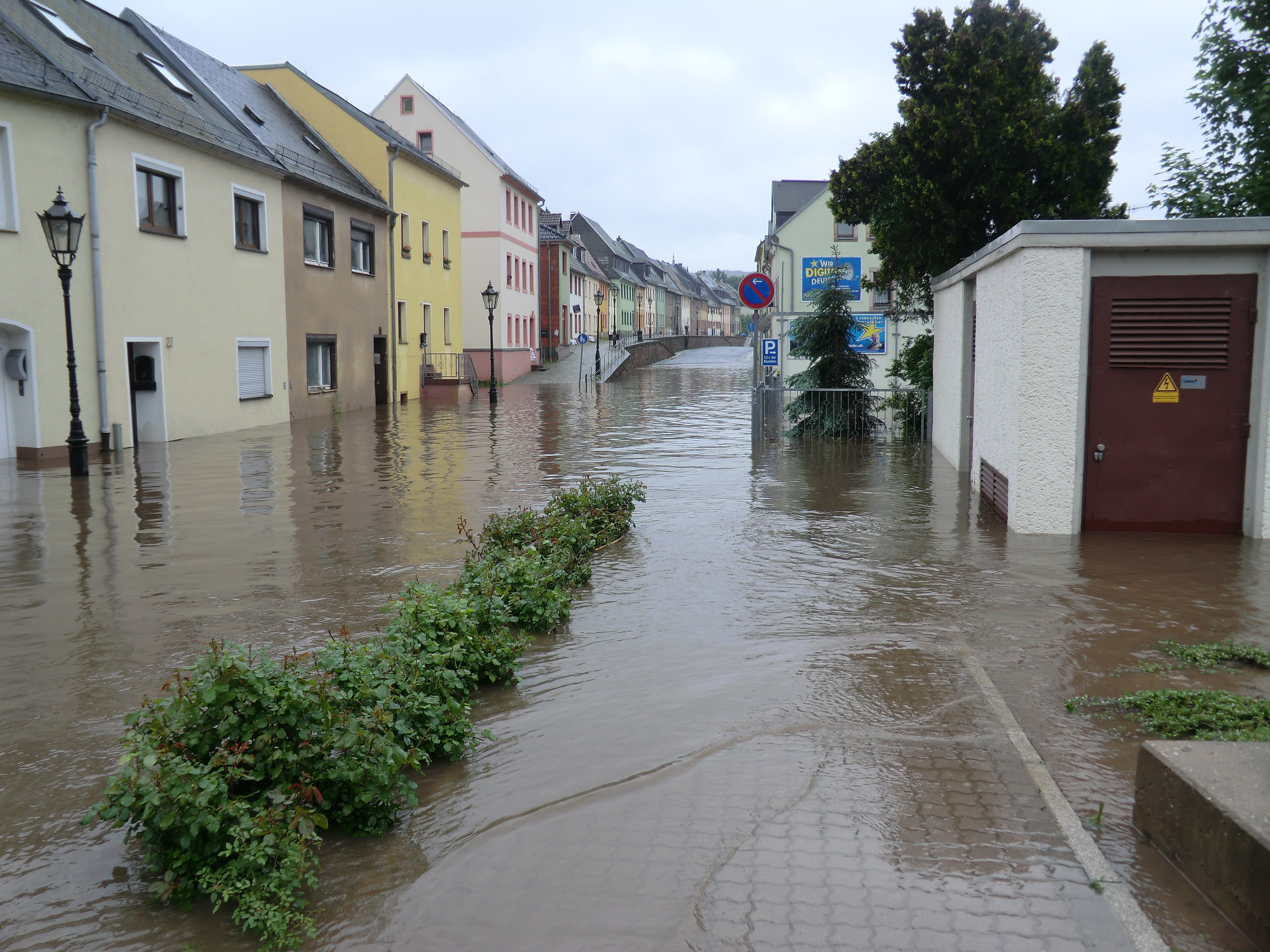
Waldheim während des Hochwassers im Juni 2013

Waldheim ist eine Kleinstadt im Landkreis Mittelsachsen. Sie war bis zu deren Auflösung 2013 Sitz der Verwaltungsgemeinschaft Waldheim.

## Geographie
Die Stadt liegt in einem Talkessel der tief eingeschnittenen Zschopau unterhalb der Talsperre Kriebstein.

### Stadtgliederung
Waldheims Ortsteile sind:
| - Waldheim – Stadtgebiet - Reinsdorf - Neumilkau - Vierhäuser - Massanei - Schönberg | - Heiligenborn - Neuschönberg - Unterrauschenthal - Oberrauschenthal - Gilsberg - Gebersbach | - Heyda - Knobelsdorf - Meinsberg - Neuhausen - Kaiserburg - Rudelsdorf |

### Nachbargemeinden
Angrenzende Orte sind die Städte Hartha, Döbeln und Geringswalde sowie die Gemeinde Kriebstein.

## Geschichte
Im Jahre 1198 wurde der Name Waldheim als „ein Ort an der Salzstraße von Halle nach Böhmen“ erstmals erwähnt. 1271 erfolgte die erste urkundliche Erwähnung der Burg, die unter markmeißnischer Landesherrschaft stand. Im Jahre 1286 erhielt Waldheim das Stadtrecht. 1324 belehnte Markgraf Friedrich der Ernsthafte den Burggrafen Otto von Leisnig mit Waldheim und Zubehör. Seit 1364 war Waldheim im Besitz von Friedrich, Herr von Schönburg, der die Herrschaft Waldheim 1395 mit der Herrschaft Kriebstein vereinigte. Im Jahre 1537 wurde die Reformation durch Elisabeth von Rochlitz eingeführt, zu deren Wittum die Herrschaft Kriebstein mit Waldheim gehörte. 1549 wurde das im Jahre 1405 gegründete Kloster aufgelöst. 1588 erwarb der sächsische Kurfürst Christian I. die Herrschaft Kriebstein mit Waldheim und integrierte sie ins Amt Rochlitz. Unter Kurfürst August dem Starken wurde das stark verfallene Schloss in ein Zucht-, Armen- und Waisenhaus umgewandelt. Das 1716 eröffnete Haus existiert bis in die Gegenwart als Justizvollzugsanstalt Waldheim.

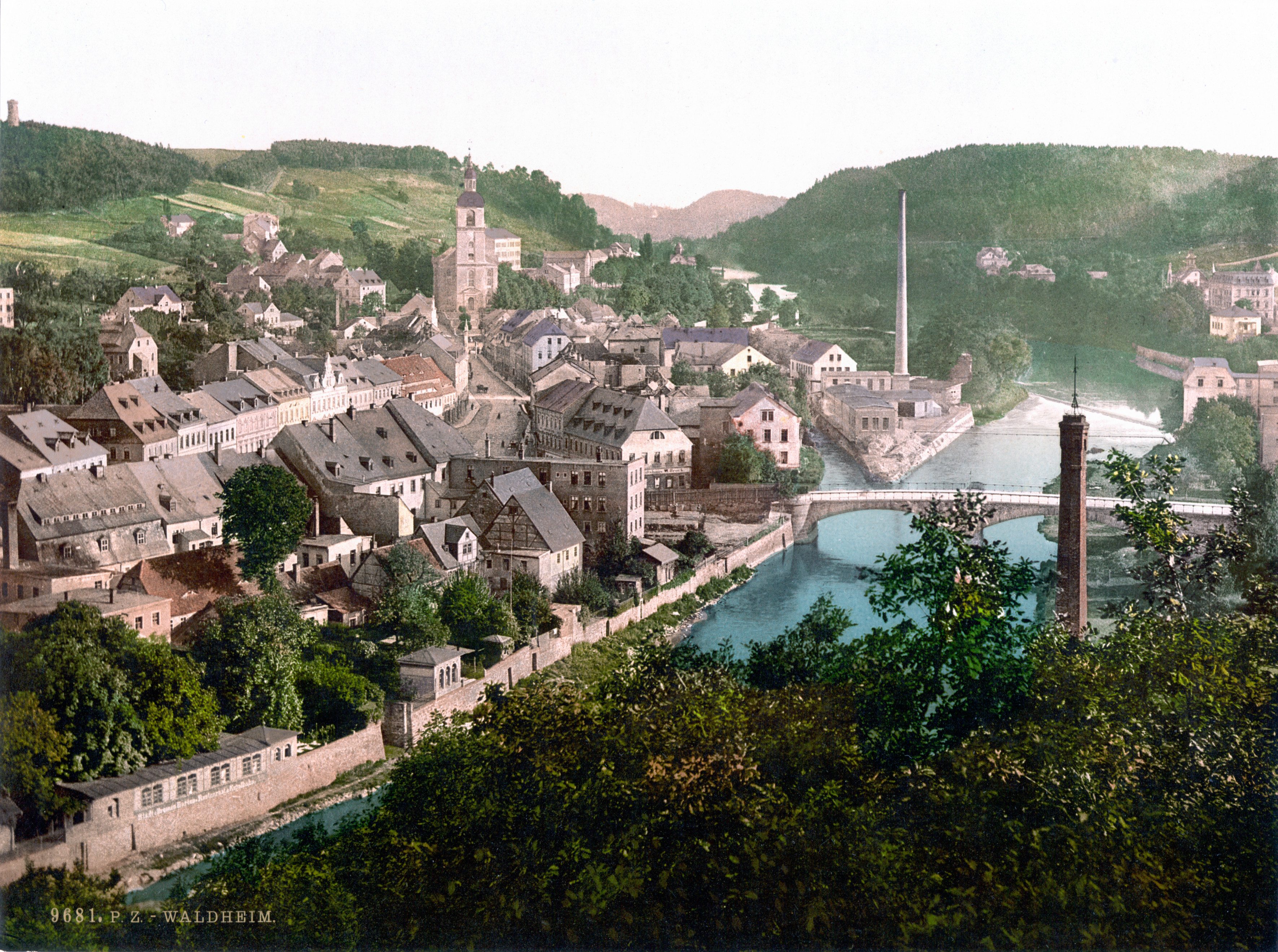
Waldheim um 1900

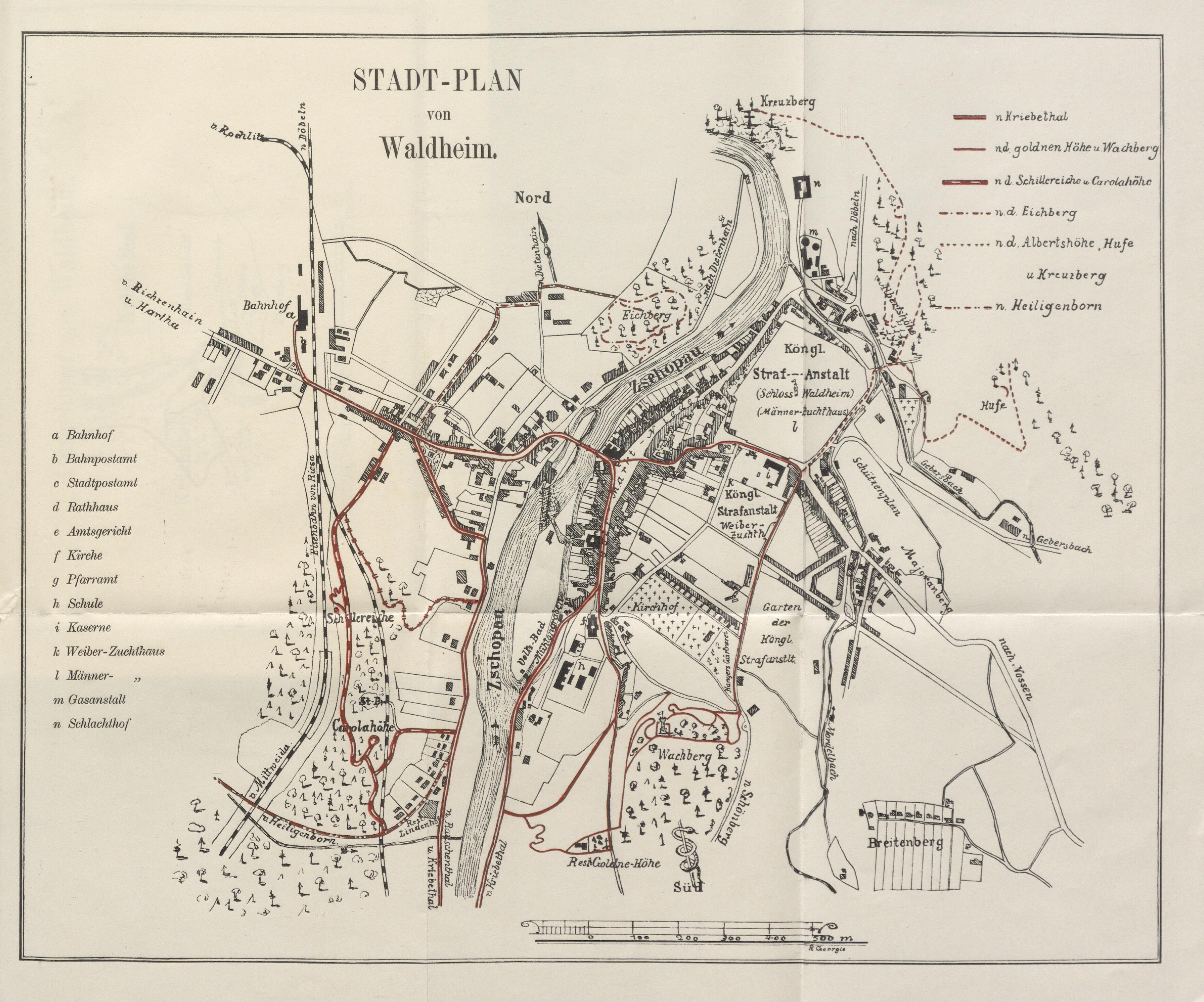
Stadtplan von Waldheim (1902)

Seit dem 25. April 1813 marschierte Napoléon Bonaparte von Erfurt durch das damalige Sachsen. Am 6. Mai 1813 rückte er mit seinen Truppen in Waldheim ein. In seinem Gefolge waren 15 Marschälle und Generäle, über 400 weitere Offiziere, fast 3.000 Unterführer, Mannschaften, Bedienstete und etwa 600 Pferde, diverse Kutschen, Wagen und Kanonen. Er übernachtete im Haus des Tuchmachers Riehle, das nach seiner Sanierung seit 2017 als Museum die städtische Sammlung von Arbeiten Georg Kolbes beherbergt. Am 25. Oktober 1813 zog Napoleon sich von Erfurt nach Frankreich zurück.
Im Jahr 1852 eröffnete die Bahnstrecke Riesa–Chemnitz, an der Waldheim einen Bahnhof erhielt.
Waldheim wurde seit 1856 durch das Gerichtsamt Waldheim und seit 1875 durch die Amtshauptmannschaft Döbeln verwaltet.
Am 9. Juni 1933 fand auf dem Waldheimer Obermarkt eine von der örtlichen HJ durchgeführte Bücherverbrennung statt.
Vom 7. bis zum 9. Mai 1945 war Waldheim eine zwischen den Alliierten USA und Sowjetunion geteilte Stadt, bevor sie am 10. Mai 1945 vollständig an die Sowjetunion fiel. Die Amerikaner zogen sich aufgrund der Abmachungen zwischen den Besatzungsmächten hinsichtlich der Nachkriegs-Zonenaufteilung in Deutschland zurück. 1952 kam die Stadt zum Kreis Döbeln im Bezirk Leipzig, der 2008 im Landkreis Mittelsachsen aufging. Zu DDR-Zeiten betrieb der VEB Typodruck Oschatz im Ortsteil Massanei ein Kinderferienlager.

### Wirtschaftsgeschichte
Ursprüngliche Haupterwerbsgebiete der Stadt waren Landwirtschaft, Webereien und Tuchmachereien. Die holzverarbeitende Industrie, die Schuhindustrie, die Seifen- und Kosmetikherstellung kamen, wie die Zigarrenfabrikation, erst im 19. Jahrhundert hinzu. 1827 soll der Leipziger Kaufmann Wilhelm Thost in der Waldheimer Strafanstalt die erste Zigarrenfabrik eingerichtet haben. Einige Jahre später kam als Teilhaber der Kommerzienrat Konrad Adolph Weißker (7. Juni 1810 – 23. Februar 1881) in die Firma, der ab 1838 – außerhalb der Anstalt – Arbeiter zur Herstellung von Zigarren anlernte. Somit war er der „Gründer der freien Zigarrenindustrie“. Den Rohtabak bezog man anfangs mit Pferdefuhrwerken aus der Pfalz. Adolph Weißker gilt – seit spätestens 1856 – auch als Gründer der Waldheimer Zigarren-Haus-Industrie; heute würde man es Heimarbeit nennen.
Auch die Firmen C. A. Döring (1848), C. F. Günther (1852) und Br. Fritsch (1854) gründeten sich infolge des wirtschaftlichen Engagements von Adolph Weißker, ebenso Firmen wie Altmann (1858 als Firma Riehle & Co. gegründet), Pause & Leonhardt (1878) oder Küchenmeister, deren Gründer auch bei Weißkers tätig gewesen waren. 1881, im Jahre seines Todes, beschäftigte die von Adolph Weißker begründete Zigarrenindustrie ein Fünftel aller Einwohner von Waldheim. Waldheims Zigarrenindustrie dehnte sich in ihrer Hochzeit auf Nachbarortschaften wie Hartha, Geringswalde, Mittweida, Döbeln, Frankenberg und ab Mitte der 1930er Jahre nach Rochlitz aus. Ihr jähes Ende fand sie mit der staatlich angeordneten Gesamtverlagerung der Tabakproduktion von Zigarren nach Thüringen zum Ende der 1960er Jahre.
Der Waldheimer Apotheker Adolf Heinrich August Bergmann erfand die Zahnseife als Vorläuferin der Zahncreme. Dieses Zahnpflegemittel wurde anfänglich aus Seife hergestellt. Im Jahr 1852 gründete er eine kleine Seifenfabrik, 1889 wurde die Waldheimer Parfümerie und Toilettenseifenfabrik als einer der ersten Kosmetikbetriebe in Deutschland ins Handelsregister eingetragen. Nach 50 Jahren des Bestehens konnte man auf ein Sortiment von etwa 800 Artikeln blicken. In Waldheim beschäftige die Gesellschaft zum 50. Firmenjubiläum 75 Mitarbeiter, und bis 1928 belieferte man fast ganz Europa, Nord-, Südamerika und Südafrika. Die Zahnreinigungsmittel blieben der Kern der Produktion während der und über die Weltwirtschaftskrise hinaus.
Wenngleich bereits 1920 der Name Florena vom Reichspatentamt in München als Marke registriert wurde, dauerte es noch viele Jahre, bis er als Creme eine breite Öffentlichkeit erreichte. Nach dem Zweiten Weltkrieg wurde der Betrieb volkseigen. Der Name wechselte zu „VEB Rosodont-Werk“ in Waldheim. Erst 1955 kam die erste Florena-Creme mit dem Slogan „Florena… ich fühl’ mich wohl in meiner Haut“ auf den Markt. 1989 änderte sich der Name der Gesellschaft in Florena Cosmetic GmbH. Die Marke blieb erfolgreich, Produkte werden seit 1998 in über 35 Länder exportiert. Seit 2002 war Florena eine 100-prozentige Tochtergesellschaft der Beiersdorf AG, bis es 2012 zur Verschmelzung der Gesellschaften kam. Heute firmiert der Waldheimer Standort unter dem Namen „Beiersdorf Manufacturing Waldheim GmbH“.
Das Blechspielzeug aus Waldheim stammt vom wohl ältesten Hersteller, der Firma „Rock & Graner“. Sie hatte ihren Sitz in Biberach an der Riß in Baden-Württemberg. Ihre Geburtsstunde erlebte die Unternehmung, als sie 1813 aus dem Handelshaus „Wißhack“ in Biberach an der Riß hervorging. Ihre Namensgeber waren Christoph Gottfried Rock, der bereits 1825 ausschied, und sein Schwager Johann Wilhelm Graner. Ab 1826 führten die Brüder Julius und Heinrich Graner die Firma, die bereits 1837 über 100 Mitarbeiter beschäftigte und die Produkte wie Puppenstuben, Spardosen, Blechburgen, Kutschen, Kaleschen und Schiffe auf der Weltausstellung London 1851 präsentierten und damit große Aufmerksamkeit erregten. Zu Beginn des Jahres 1896 übernahm Oscar Egelhaaf das Unternehmen, dessen Firma in „Rock u. Graners Nachfolger“ geändert wurde. Die Produktion wurde um Eisenbahnen erweitert, die mit einem Uhrwerk oder Friktionsantrieb betrieben wurden – wieder eine Neuheit, der noch einige weitere folgen sollten, von denen zum Beispiel die Fernsteuerung von Modelleisenbahnweichen als Gebrauchsmuster eingetragen wurde.
1904 wurde die Produktion jedoch eingestellt. Es kamen zu wenige Bestellungen und die Handfertigung wurde durch maschinelle Fertigungsmöglichkeiten abgelöst. Egelhaaf hatte die Entwicklung verpasst. Zuletzt wurde die Gesellschaft 1905 liquidiert und 1907 aus dem Handelsregister gelöscht. Teile der Einrichtung und der Werkzeuge des Unternehmens gingen aus der Liquidierung heraus an Georg Kühnrich über, der damit weiterhin Eisenbahnen und Autos mit Uhrwerk baute und unter dem Namen „Mech. Spielwaren“ vertrieb. Die Fabrik vergrößerte sich nach dem Ersten Weltkrieg und beschäftigte 250 Arbeiter. Man kann sagen, dass seine Spielzeugproduktion weltweit durch ihre Detailgenauigkeit und ihre stetige technische wie auch designerische Entwicklung beeindruckte, parallel dazu Waldheim als Standort weit über die Grenzen des damaligen Deutschlands hinaus bekannt machte, und er maßgeblich dazu beitrug, die deutsche Blechspielzeugindustrie zu einem weltweiten Markenzeichen werden zu lassen. Dieser Unternehmer starb 1929 und mit ihm die Firmengeschichte. Jahre später standen die Produktionsstätten im Eigentum der Firma „Bellmann & Seifert“, die mit der Produktion des Blechspielzeugs nichts mehr zu tun hatte, aber die Spielzeugproduktion in Waldheim in anderer Weise beförderte, indem sie die Produktion des Spielzeuges BOB von Heinrich Huft für einige Jahre übernahm.
Der Wahl-Waldheimer Heinrich Huft (11. Oktober 1889 in Kassel geboren, am 27. Juni 1960 in Innsbruck gestorben) entwickelte Anfang der 1950er Jahre das System „Bauen ohne Bindemittel“ (BOB), bei dem die Steine ohne Bindemittel zusammengehalten wurden, da er ihnen Noppen gab – eine Neuheit. Seine Idee war, aus Kalksteinmehl und Wasserglas Bausteine zu entwickeln, und zwar erst einmal als Lehrmittel für die Bauberufe. Daraus entwickelte sich das berühmte Spielzeug für Kinder. Die Bausteine wurden im Verhältnis 1:7 hergestellt, in zwei verschiedenen Farben (Weiß und Rot) und in mehreren Größen produziert. Parallel dazu wurden auch Dachziegel aus PVC-Folie hergestellt, später aus Pappe. Um dem Ganzen nach unten hin Stabilität zu geben, wurde zum Bausatz eine Bodenplatte mitgeliefert. Zudem wurden Türen und Fenster aus farbiger Pappe oder „Bogensteine“ für die Überbindung der Fenster gefertigt.
Das von Heinrich Huft nach 1946 entwickelte Konzept fand viele Jahre in den auf Architektur und Bau spezialisierten Hochschulen der DDR gern Verwendung, war es doch in der Mangelwirtschaft ein probates Mittel, günstig zu Übungszwecken zu bauen. Es folgten eigene Produktionsstätten und der Siegeszug des Konzeptes als beliebtes Spielzeug. In Folge wurden die BOB-Steckbaukästen ebenso auf der Leipziger Messe wie auf der Spielzeugmesse in Nürnberg gezeigt, anschließend über die DDR hinaus auch in die BRD und weitere Teile der Welt geliefert. Nach seinem Rückzug nach Westdeutschland übernahm ein Herr Döring die Geschäftsführung seines Betriebes in Waldheim. Nur drei Jahre später verstarb Heinrich Huft. Die Firma wurde aufgelöst, die Produktion aber noch einige Jahre von der Firma „Bellmann und Seifert“ fortgeführt.
Das Kurt-Schwabe-Institut für Mess- und Sensortechnik e. V. befindet sich ebenfalls in Waldheim und wurde von seinem Namensgeber (seit 1990) Kurt Schwabe (29. Mai 1905 – 4. Dezember 1983) 1944 unter dem Namen „Forschungsinstitut für chemische Technologie“ gegründet. Bis zum Ende des Zweiten Weltkriegs war das Institut Teil der heutigen „Kübler & Niethammer Papierfabrik Kriebstein AG“, in der Schwabe als Forschungsleiter tätig war.
Ludwig Albert Julius Niethammer (29. September 1833 – 17. April 1908) pachtete mit seinem Schwager Friedrich Kübler (1833–1865) 1856 eine Öl-, Graupen-, Säge- und Papiermühle in Kriebstein. Schon 1860/61 bauten sie in Georgenthal bei Johanngeorgenstadt die erste Holzmassefabrik der Welt auf und führten damit den 1845 erfundenen Holzschliff in eine fabrikmäßige Produktion. 1867 erwarb man die zunächst gepachtete Papierfabrik, errichtete 1883 eine weitere Holzschleiferei in Albertsthal bei Johanngeorgenstadt und kurz danach dann die Zellulosefabrik Gröditz bei Riesa. Die Anlagen in Kriebstein wurden stetig erweitert. Der Konzern umfasste 1880 bereits zehn Betriebe, die zusammen etwa 1.000 Angestellte hatten. Nach 1945 wurden die Werke jedoch enteignet, demontiert und nach Russland transportiert. 1953 erfolgte der Wiederaufbau auf Betreiben der damaligen Regierung der DDR. Seit dem 2. Juli 1990 firmiert die Gesellschaft unter dem alten Namen und ist im Eigentum der Nachfahren der früheren Eigentümer.
Auch auf dem Gebiet der Möbelindustrie nahm Waldheim eine einmalige Position ein. Es war Friedrich August Ludwig (1819–1879), der als Begründer der Waldheimer Möbelindustrie gilt. Zu Beginn seiner Produktion wurden die hergestellten Stühle noch im „Hausierhandel“ vertrieben. Die Möglichkeiten der heutigen Justizvollzugsanstalt und der damaligen Strafanstalt waren es in diesem wirtschaftlichen Bereich dann auch, die der Unternehmung einen Schub nach vorn gaben – günstige Arbeitskräfte, zudem in der benötigten Anzahl. Das Unternehmen wuchs, die Betriebsstätte wurde verlegt und erweitert. Die genauen Besitzverhältnisse nach Tod des Gründers Friedrich August Ludwig 1879 sind nur wenig bekannt.
Daneben entwickelten sich noch andere Möbelfabriken in Waldheim, darunter die als Tischlerei von Carl Ernst Louis Rockhausen 1866 gegründete Firma, die sich 1933 in zwei selbstständige Unternehmen teilte, 1961 eine staatliche Beteiligung aufnehmen musste und 1990 reprivatisiert wurde. Heute existiert die Gesellschaft unter dem Namen „Ernst Rockhausen Söhne KG“. Von dieser Gesellschaft soll vor 1913 die Firma „Waldheimer Möbel-Fabrik Hunger & Kegel“ gekauft worden sein, was nur anhand des damaligen Adressbuchs zu vermuten ist.
1883 wurde die Firma „Carl Gotthelf Otto und Emil Bernh. Zimmermann“ gegründet, die offenbar mehr als nur ein einziges Werk in Waldheim unterhielt. Sie war es schon damals, die für Klappstühle aller Art bekannt war und damit auch die Basis für die Aktivitäten des späteren „VEB Sitzmöbelwerke“ (auch VEB Sitzmöbel) legte. Zu ihren Abnehmern zählten noch vor 1945 das Deutsche Opernhaus in Berlin und die Aula der Universität in Bonn ebenso wie der Große Kongresssaal in München.
1950 wurden die Firmen „F. A. Ludwig“, „A. Walde“ und „Otto & Zimmermann“ – auf staatliche Anordnung hin – zum „VEB Sitzmöbelwerke“ zusammengelegt. Es werden zwar weiterhin Polstermöbel hergestellt, doch fokussiert sich die Waldheimer Produktion auf Klappstühle für Hörsäle, Theater, Kinos und Sportstätten – als einziger Betrieb der DDR. In einem Teil waren Insassen des Zuchthauses in Waldheim beschäftigt. Durch ihre Mitwirkung konnten die Preise der Produkte niedrig gehalten werden, und so gelang es dem „Möbelkombinat Hellerau“, zu dem auch der „VEB Sitzmöbelwerke“ in Waldheim zählte, zum Beispiel 1973 Polstermöbel im Wert von 35,3 Millionen Valutamark in den Westen zu liefern, immerhin für 23,2 Millionen in die Bundesrepublik. Interessant ist in diesem Zusammenhang, dass einer der bedeutenden Möbeldesigner der DDR, Rudolf Horn, aus Waldheim stammt.

### Eingemeindungen
| Ehemalige Gemeinde              | Datum              | Anmerkung                                                 |
| ------------------------------- | ------------------ | --------------------------------------------------------- |
| Gebersbach                      | 1. Januar 1970     | Zusammenschluss mit Knobelsdorf zu Gebersbach-Knobelsdorf |
| Gebersbach-Knobelsdorf          | 1. Januar 1994     | Zusammenschluss mit Ziegra zu Ziegra-Knobelsdorf          |
| Gilsberg                        | vor 1875           | Eingemeindung nach Heiligenborn                           |
| Heiligenborn                    | 24. August 1973    |                                                           |
| Heyda                           | 1. Juli 1950       | Eingemeindung nach Knobelsdorf                            |
| Knobelsdorf                     | 1. Januar 1970     | Zusammenschluss mit Gebersbach zu Gebersbach-Knobelsdorf  |
| Meinsberg                       | 1. Januar 1973     | Eingemeindung nach Ziegra                                 |
| Massanei                        | 1. Januar 1974     |                                                           |
| Neuhausen                       | 1. Juli 1950       | Eingemeindung nach Meinsberg                              |
| Neumilkau (mit Vierhäusern)     | vor 1875           | Eingemeindung nach Reinsdorf                              |
| Neuschönberg                    | vor 1875           | Eingemeindung nach Heiligenborn                           |
| Rauschenthal (Ober- und Unter-) | vor 1875           | Eingemeindung nach Gilsberg                               |
| Reinsdorf                       | 1. Januar 1994     |                                                           |
| Richzenhain                     | 1. Juni 1905       | Teileingemeindung, ein Teil nach Hartha umgegliedert      |
| Rudelsdorf                      | 15. September 1961 | Eingemeindung nach Gebersbach                             |
| Schönberg                       | 1. April 1968      |                                                           |
| Ziegra-Knobelsdorf              | 1. Januar 2013     | Teileingemeindung, ein Teil nach Döbeln umgegliedert      |

### Einwohnerentwicklung
Entwicklung der Einwohnerzahl (ab 1960 31. Dezember):
| - 1834: 3.385 - 1933: 12.507 - 1946: 12.721 1 - 1950: 12.588 2 - 1960: 11.387 | - 1981: 10.811 - 1984: 10.452 - 1998: 9.576 - 1999: 9.524 - 2000: 9.432 | - 2001: 9.247 - 2002: 9.217 - 2003: 9.110 - 2004: 9.081 - 2007: 8.711 | - 2011: 8.296 - 2012: 9.235 - 2013: 9.239 |

 Datenquelle ab 1998: Statistisches Landesamt Sachsen
1 29. Oktober

2 31. August

## Gedenkstätten
- Mehrere Grab- und Gedenkstätten auf dem Friedhof erinnern an die Opfer des Faschismus, zu denen Widerstandskämpfer und Opfer der Euthanasie gehörten, die aber nicht konkret benannt werden.
- Ein Gedenkstein an der Dresdner Straße im Morteltal erinnert an die KZ-Häftlinge, darunter zahlreiche Juden, die aus dem Außenlager Colditz des KZ Buchenwald kamen und am 14. April 1945 durch die Stadt getrieben wurden.

## Politik

### Stadtrat
Seit der Stadtratswahl am 9. Juni 2024 mit einer Wahlbeteiligung von 65,9 % verteilen sich die 17 Sitze des Gemeinderats folgendermaßen auf die einzelnen Gruppierungen:
| Stadtrat ab 2024Insgesamt 16 Sitze - Linke: 1 - Grüne: 1 - FWM: 1 - FDP: 3 - CDU: 5 - AfD: 5 | Liste                            | 2024   | 2024   | 2019   | 2019   | 2014   | 2014   |
| Stadtrat ab 2024Insgesamt 16 Sitze - Linke: 1 - Grüne: 1 - FWM: 1 - FDP: 3 - CDU: 5 - AfD: 5 | Liste                            | Sitze  | in %   | Sitze  | in %   | Sitze  | in %   |
| Stadtrat ab 2024Insgesamt 16 Sitze - Linke: 1 - Grüne: 1 - FWM: 1 - FDP: 3 - CDU: 5 - AfD: 5 | CDU                              | 5      | 31,6   | 6      | 29,7   | 6      | 32,8   |
| Stadtrat ab 2024Insgesamt 16 Sitze - Linke: 1 - Grüne: 1 - FWM: 1 - FDP: 3 - CDU: 5 - AfD: 5 | AfD                              | 5      | 27,7   | 3      | 17,4   | –      | –      |
| Stadtrat ab 2024Insgesamt 16 Sitze - Linke: 1 - Grüne: 1 - FWM: 1 - FDP: 3 - CDU: 5 - AfD: 5 | FDP                              | 3      | 17,2   | 5      | 24,3   | 5      | 28,0   |
| Stadtrat ab 2024Insgesamt 16 Sitze - Linke: 1 - Grüne: 1 - FWM: 1 - FDP: 3 - CDU: 5 - AfD: 5 | Linke                            | 2      | 10,1   | 3      | 18,9   | 4      | 22,7   |
| Stadtrat ab 2024Insgesamt 16 Sitze - Linke: 1 - Grüne: 1 - FWM: 1 - FDP: 3 - CDU: 5 - AfD: 5 | Freie Wähler Mittelsachsen e. V. | 1      | 9,6    | –      | –      | –      | –      |
| Stadtrat ab 2024Insgesamt 16 Sitze - Linke: 1 - Grüne: 1 - FWM: 1 - FDP: 3 - CDU: 5 - AfD: 5 | Grüne                            | 1      | 3,8    | –      | –      | –      | –      |
| Stadtrat ab 2024Insgesamt 16 Sitze - Linke: 1 - Grüne: 1 - FWM: 1 - FDP: 3 - CDU: 5 - AfD: 5 | SPD                              | –      | –      | 1      | 8,5    | 2      | 11,3   |
| Stadtrat ab 2024Insgesamt 16 Sitze - Linke: 1 - Grüne: 1 - FWM: 1 - FDP: 3 - CDU: 5 - AfD: 5 | NPD                              | –      | –      | –      | 1,1    | 1      | 5,2    |
| Stadtrat ab 2024Insgesamt 16 Sitze - Linke: 1 - Grüne: 1 - FWM: 1 - FDP: 3 - CDU: 5 - AfD: 5 | Wahlbeteiligung                  | 65,9 % | 65,9 % | 59,3 % | 59,3 % | 47,4 % | 47,4 % |

### Bürgermeister
Von 2001 bis 2015 war Steffen Blech der Bürgermeister. Bei der Wahl im Juni 2015 erhielt Steffen Ernst (FDP) 51,8 % der Stimmen, Steffen Blech (CDU) 37 Prozent und der Kandidat der Linken, Tim Fechner, 11,2 Prozent.
| Wahl | Bürgermeister          | Vorschlag | Wahlergebnis (in %) |
| ---- | ---------------------- | --------- | ------------------- |
| 2022 | Steffen Wolfgang Ernst | FDP       | 58,6                |
| 2015 | Steffen Blech          | CDU       | 49,5                |
| 2008 | Steffen Blech          | CDU       | 47,3                |
| 2001 | Steffen Blech          | CDU       | 52,1                |

### Wappen
Blasonierung: „Auf einem blauen Schild mit drei schmalen goldenen Umrahmungen einen goldenen Turm mit zwei Seitenausbauten und einem Mittelaufbau mit roten Dächern und drei goldenen Kreuzen.“

### Städtepartnerschaften
Waldheim unterhält Städtepartnerschaften mit Landsberg am Lech in Oberbayern und Siófok (Ungarn).

## Wirtschaft und Infrastruktur

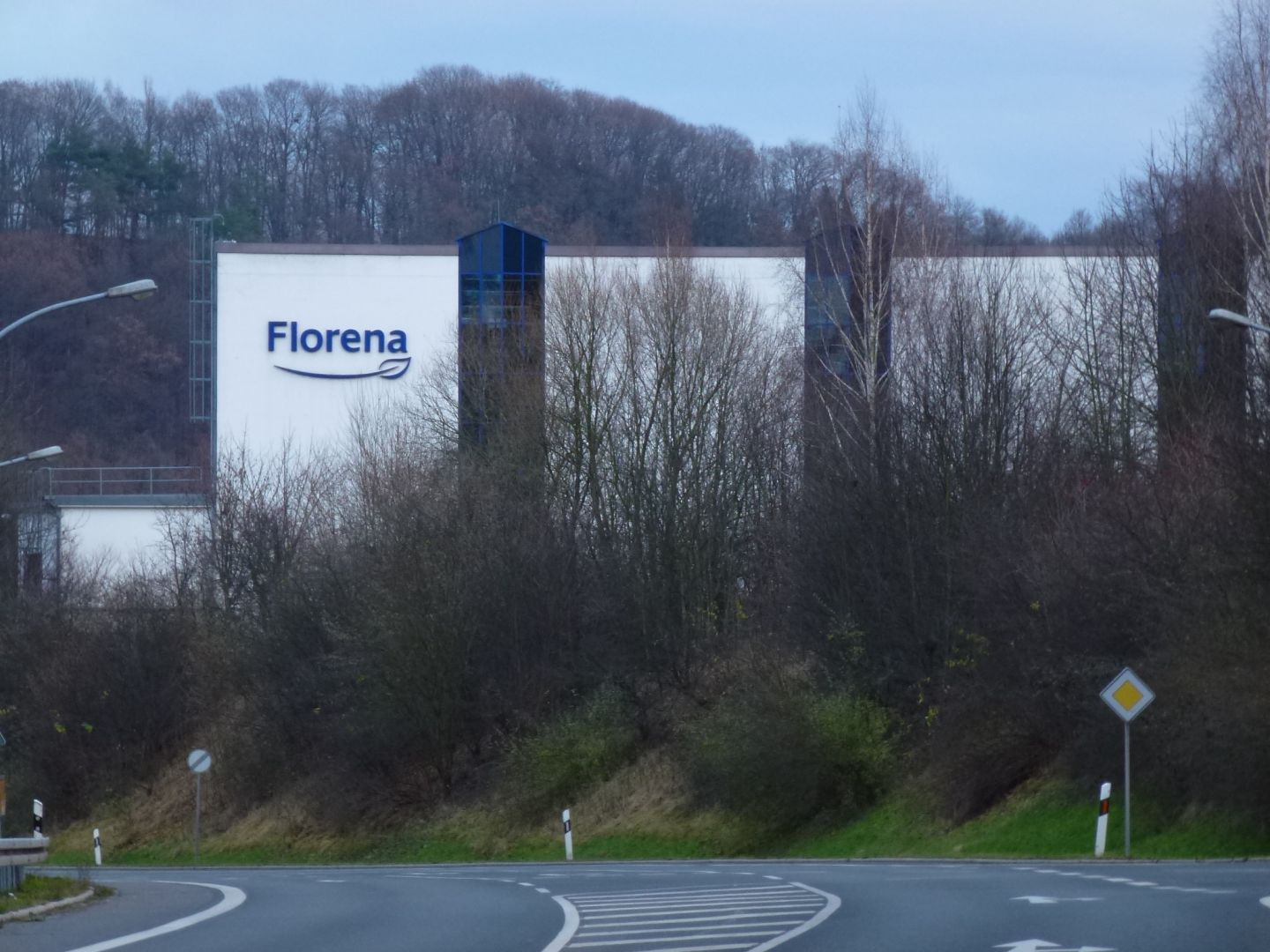
Florena-Werk (2012)

### Unternehmen
Waldheim war Sitz der Beiersdorf Manufacturing Waldheim GmbH (früher Florena), eines traditionsreichen Herstellers für Körperpflegeprodukte, zu der auch Marken wie Nivea, Labello und Tesa gehören. 2023 zog das Unternehmen nach Leipzig-Seehausen um. Im Bereich der Sensortechnik sind die Firmen Endress+Hauser Conducta und die Xylem Analytics (Sensortechnik Meinsberg) tätig.

### Forschungseinrichtung
Im Ortsteil Meinsberg befindet sich das Kurt-Schwabe-Institut für Mess- und Sensortechnik e. V., ein gemeinnützig tätiges Landesinstitut.

### Verkehrsanbindung

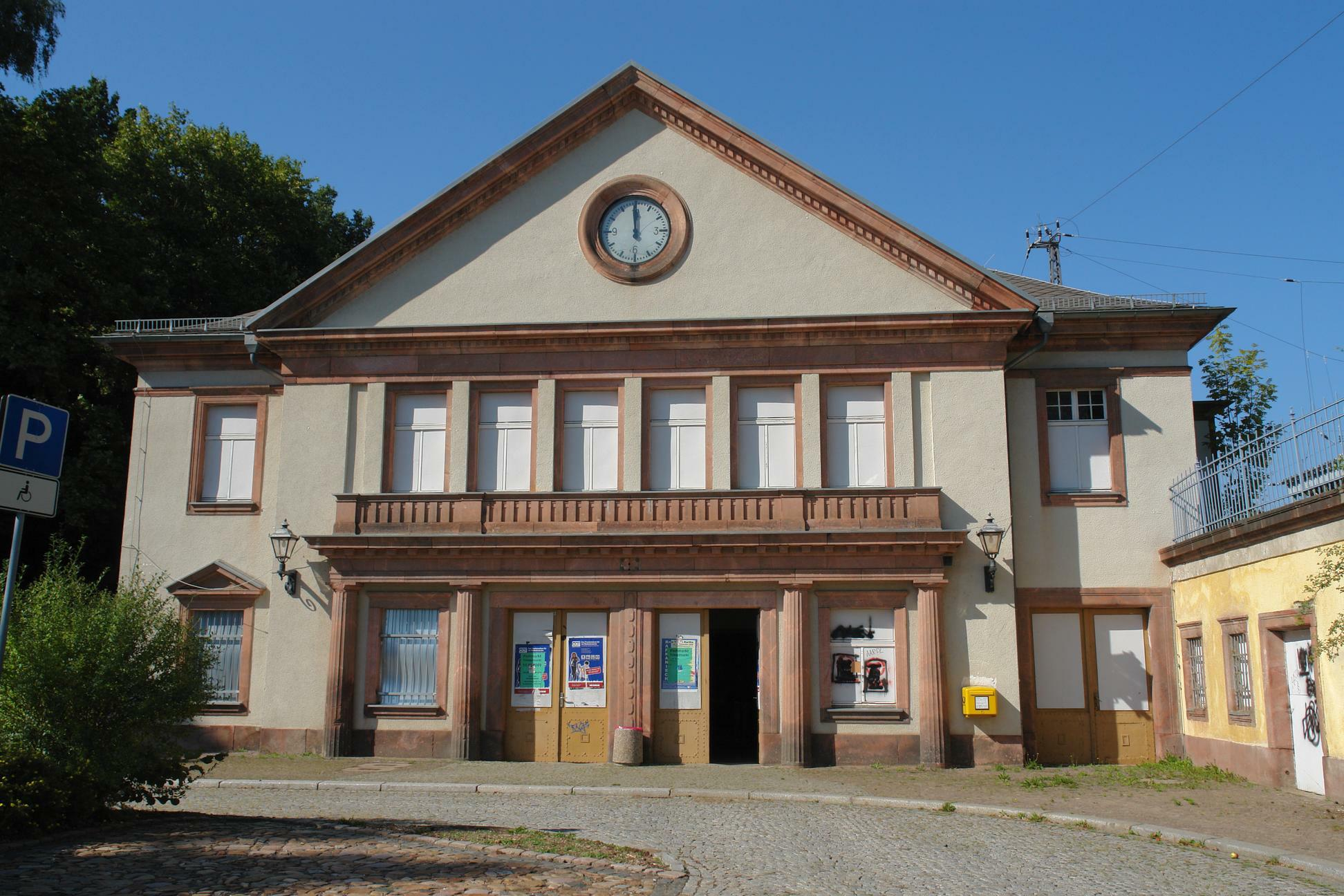
Bahnhof Waldheim

Der Bahnhof Waldheim liegt an der Bahnstrecke Riesa–Chemnitz und wird von Elsterwerda und Chemnitz aus mit stündlich verkehrenden Regionalbahnen bedient. Von 1893 bis zum 31. Mai 1997 existierte eine Bahnverbindung nach Rochlitz und zwischen 1896 und 1998 die im Güterverkehr betriebene Bahnstrecke nach Kriebethal. Um die Jahrtausendwende gab es eine DB-Regional-Express-Direktverbindung zwischen Chemnitz und Berlin, welche über Waldheim führte. Ab dem 10. Dezember 2006 verkehrte über Waldheim dann der Vogtland-Express der Vogtlandbahn von Hof nach Berlin. Diese Verbindung wurde jedoch zum 1. Oktober 2012 auf Grund steigender Energie- und Infrastrukturkosten, welche nicht mehr durch die Fahrgeldeinnahmen gedeckt werden konnten, eingestellt und durch eine Buslinie ersetzt. 2015 wurde auch diese eingestellt.
Der öffentliche Personennahverkehr wird unter anderem durch den PlusBus des Verkehrsverbund Mittelsachsen erbracht. Folgende Verbindungen führen, betrieben von der Regiobus Mittelsachsen, ab Waldheim:
- Linie 922: Waldheim ↔ Richzenhain ↔ Hartha ↔ Töpeln ↔ Schweta ↔ Döbeln
- Linie 924: Waldheim ↔ Richzenhain ↔ Hartha ↔ Gersdorf ↔ Minkwitz ↔ Leisnig

### Staatliche Einrichtungen

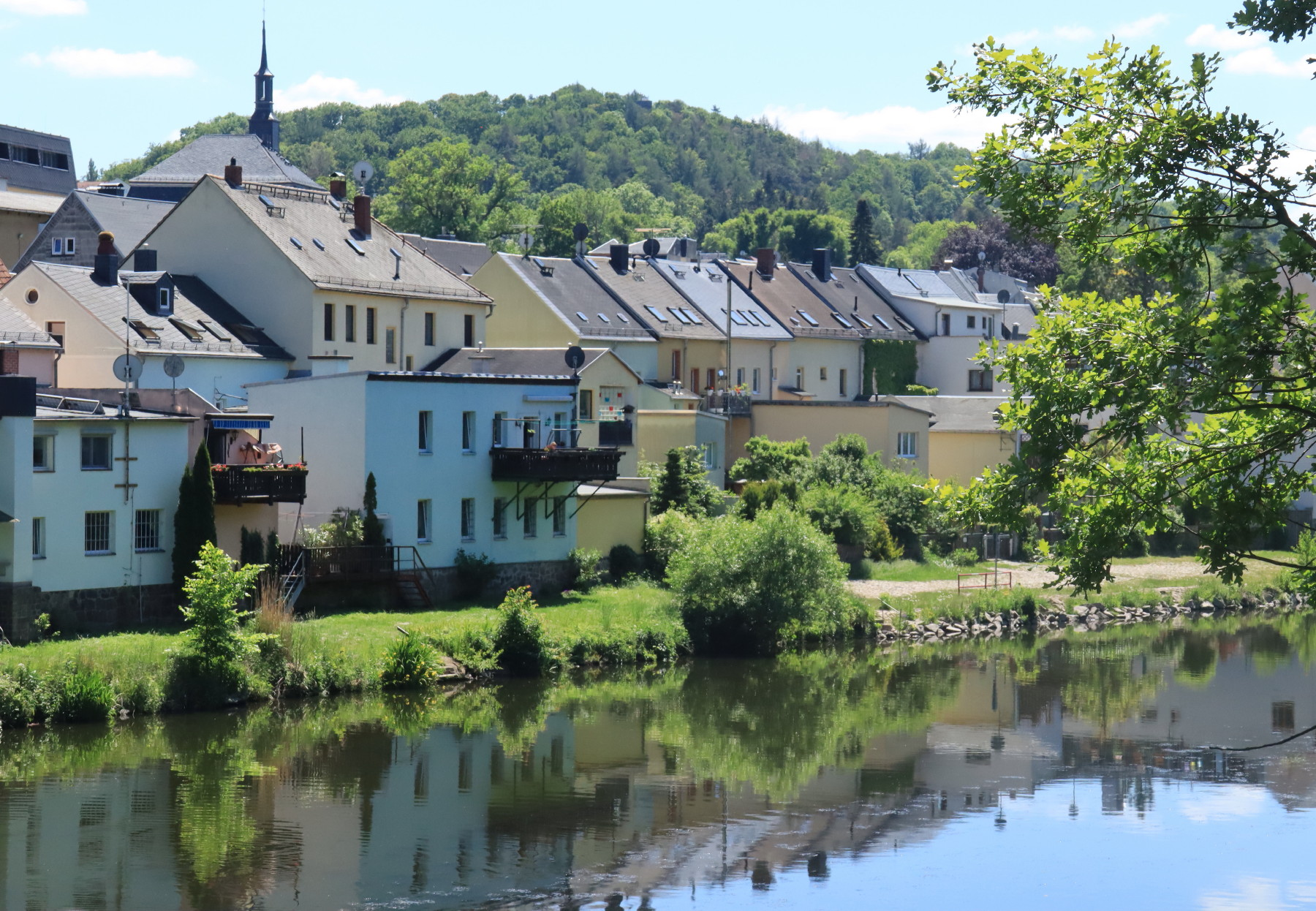
Zschopauufer im Hafenviertel mit Wachberg

Die Stadt war bekannt für das auch heute noch existierende Zuchthaus Waldheim. In diesem Gefängnis fanden im Jahr 1950 die Waldheimer Prozesse statt.

### Gemeindefeuerwehr Waldheim
Die Freiwillige Feuerwehr der Stadt Waldheim wurde 1863 gegründet und umfasst, neben zwei Stadtteil- beziehungsweise Ortsfeuerwehren im Stadtgebiet selbst, auch weitere fünf Ortsfeuerwehren in den hauptsächlich ländlich geprägten Dörfern. In der Gemeindefeuerwehr sind rund 120 Kameradinnen und Kameraden aktiv.
| Feuerwehr                            | Standort                                              | Fahrzeuge                              |
| ------------------------------------ | ----------------------------------------------------- | -------------------------------------- |
| Ortsfeuerwehr Waldheim               | Gebersbacher Straße 1a                                | - ELW 1 - LF 16/12 - TLK 23/12 - GW-Öl |
| Ortsfeuerwehr Richzenhain            | Hauptstraße 50a                                       | - LF 16-TS - MTF                       |
| Ortsfeuerwehr Reinsdorf              | Reinsdorf 53c 04736 Waldheim OT Reinsdorf             | - TSF-W                                |
| Ortsfeuerwehr Schönberg              | Schönberg 29c 04736 Waldheim OT Schönberg             | - MLF - MTF                            |
| Ortsfeuerwehr Meinsberg              | Dorfstraße 42A 04736 Waldheim OT Meinsberg            | - TSF-W                                |
| Ortsfeuerwehr Massanei               | Massanei 5b 04736 Waldheim OT Massanei                | - TSF-W                                |
| Ortsfeuerwehr Gebersbach-Knobelsdorf | Kleine Otzdorfer Str. 4b 04736 Waldheim OT Gebersbach | - MLF                                  |

## Kultur und Sehenswürdigkeiten
- siehe auch: Liste der Kulturdenkmale in Waldheim

### Evangelische Kirche St. Nicolai

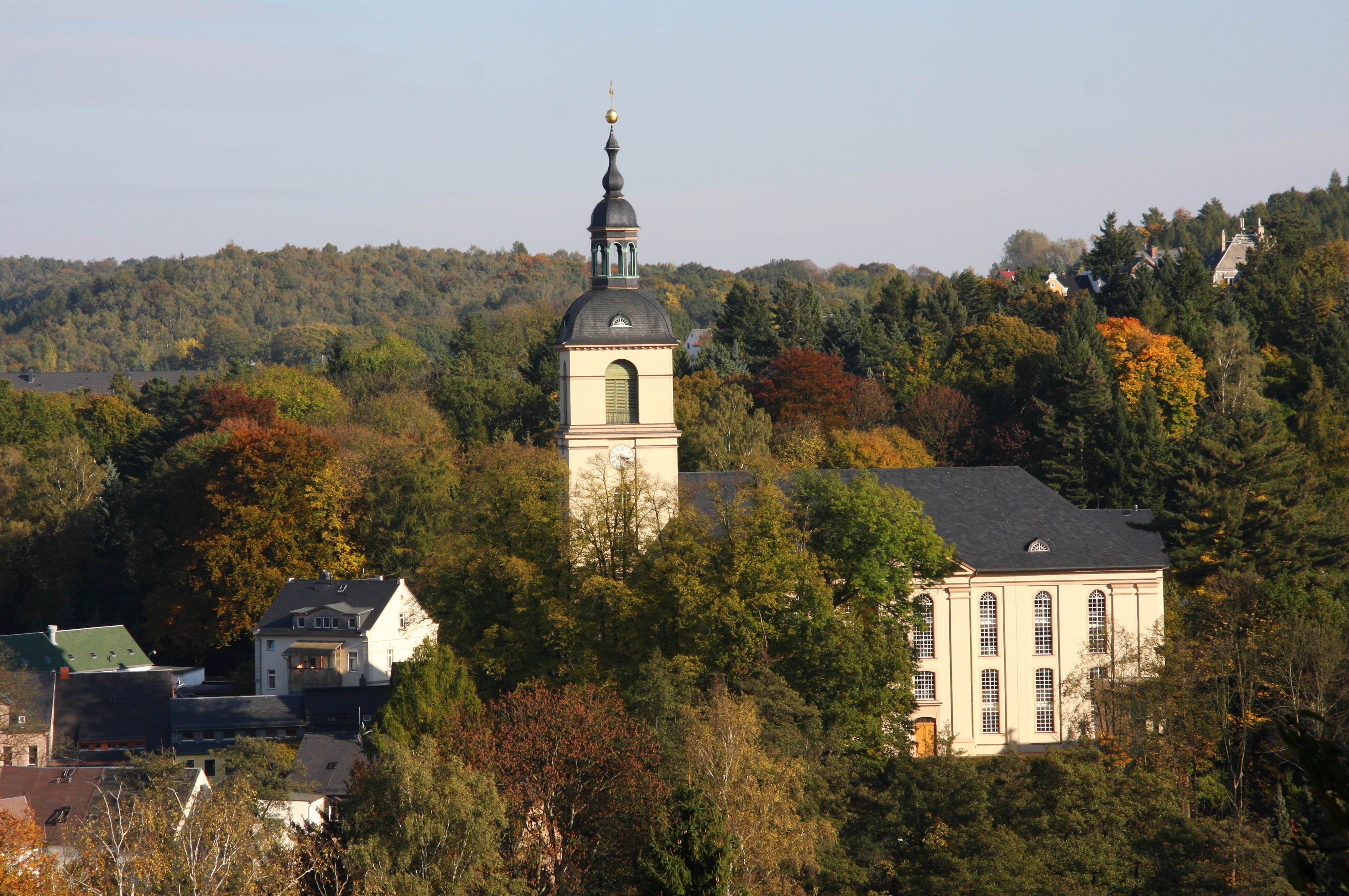
Nicolaikirche

Die Geschichte der evangelischen Kirche St. Nicolai kann bis in das Jahr 1336 zurückverfolgt werden, wenngleich die beiden Kirchenbau-Vorgänger bis zum großen Brand 1832 auf dem Markt gestanden haben, wo man heute den in das Pflaster eingelassenen Stern sieht oder auch der Brunnen steht. 1684 fiel die Kirche dem ersten Stadtbrand zum Opfer, wurde jedoch an gleicher Stelle wieder aufgebaut. Nur eineinhalb Jahrhunderte später brannte sie erneut ab, mit ihr ein großer Teil der Altstadt, und man entschloss sich, den neuen Bau auf dem Kellerberg zu errichten. Das Innere gibt heute 1.400 Menschen Platz (bei Entstehung noch 1.800) und ist zudem mit drei Emporen ausgestattet. Die Orgel wurde vom Bornaer Orgelmeister Urban Kreuzbach geliefert, und bei der Gestaltung dominieren die Farben Hellblau, Weiß und Gold.

### Friedhof
Der Waldheimer Friedhof, vom Standort der ehemaligen Kirche auf dem Markt, die er bis dahin umgab, 1557 zu seinem heutigen Standort verlegt, wird von einer 1912 erbauten Jugendstil-Kapelle dominiert. Interessant sind die Familien-Gräber, welche die Entwicklung der Stadt widerspiegeln. Zudem finden sich hier Arbeiten von Georg Kolbe, so die Grabstätte seiner Eltern, 1913, und der Jakobsbrunnen, 1916/18. Der „Knabe mit Taube“, 1913, der das Grab seiner Eltern zierte, steht heute im Museum.

### Justizvollzugsanstalt
Die Geschichte der heutigen Justizvollzugsanstalt Waldheim ist in ihren Anfängen die der Stadt. Um den dortigen Handelsweg zu schützen, wurde eine Burganlage errichtet, die zum ersten Mal 1271 Erwähnung fand. Seit 1404 und bis 1549 wurde sie als Augustinerkloster genutzt. Nach der Reformation hob der Lehnsherr Georg von Carlowitz, mit Sitz auf Kriebstein, auf Bitten des Priors und der letzten Mönche das Kloster auf. 1588 wurde das Kloster Jagdschloss des Kurfürsten Christian I. Die seit dem 14. Jahrhundert bestehende Kapelle St. Otto wurde zur Schlosskirche umgebaut. Aus dieser Kirche existiert noch ein Altarbild, das Christian I., seine sieben Kinder und seine Frau Sophie zeigt und heute in der Burg Kriebstein hängt. Aus der vorher bestehenden Kapelle des Klosters stammt der ebenso noch erhaltene und in Kriebstein ausgestellte Altar. Christian II. überließ seiner Frau Sophie von Sachsen (1587–1635) das Schloss als Witwenwohnsitz. August der Starke ließ 1716 das Jagdschloss in ein Zucht-, Armen- und Waisenhaus umwandeln. Seit Beginn des 19. Jahrhunderts und bis heute dient die zwischenzeitlich nach und nach erweiterte Anlage ausschließlich dem Erststrafvollzug. Über alle Grenzen hinaus ist Waldheim wegen der dort stattgefundenen Waldheimer Prozesse bekannt geworden, die vom 21. April bis zum 29. Juni 1950 in dem dortigen Ratssaal des Rathauses stattfanden.

### Kellerberg
Offenbar hat es bereits vor der Stadtgründung Waldheims im 12. Jahrhundert unterirdische Hohlräume gegeben, deren Entstehungsgeschichte jedoch im Unklaren liegt. Allemal ist aber bekannt, dass das sich im Kellerberg der Stadt befindliche Serpentinit über Jahrhunderte hinweg professionell und zudem privat abgebaut wurde, als gefragtes Baumaterial und als Wegplatten, andererseits, um damit kunsthandwerkliche Gebrauchsgegenstände herzustellen. 1624 übernahm ein vom Kurfürst eingesetzter Aufseher die Aufsicht über Abbau und Herstellung. Waldheimer Serpentinit wurde 1867 als „Rochlitzer Marmor“ auf der Pariser Weltausstellung präsentiert. Heute wird im Bergwerk nicht mehr abgebaut. Ein Teil der unterirdischen Anlage wurde 1998 unter Denkmalschutz gestellt und ausgebaut, so dass 200 der 800 Meter heute begehbar und zu besichtigen sind.

### Museum
In dem „Stadt- und Museumshaus Waldheim“, dem ehemaligen Haus des Tuchmachers Riehle, in dem Napoleon übernachtet hatte, wird eine von den Erben Georg Kolbe gestiftete Sammlung des Bildhauers ausgestellt, sowie in einem weiteren Geschoss die Heimatgeschichte der Stadt aufbereitet. Des Weiteren finden im „Wintergarten des Museums Waldheim“ regelmäßige Veranstaltung, darunter Lesungen und Vorträge statt. Im Mai 2019 richtete die François Maher Presley Stiftung für Kunst und Kultur im Treppenhaus des Museums die „Kunsttreppe im Museum Waldheim“ ein, in der in regelmäßigen Abständen Wechselausstellungen gezeigt werden.

### Prismatin
Dieses weltweit sehr seltene Mineral, bisher sind etwa 45 Fundorte bekannt, davon nur einer in Deutschland, wurde, neben weiteren seltenen Mineralien, in den 1880er Jahren erstmals in Waldheim, im sächsischen Granulitgebirge und dort am Güterbahnhof, aber auch auf dem Pfaffenberg, gefunden und von Adolf Sauer 1886 erstmals in der „Zeitschrift der Deutschen Geologischen Gesellschaft“ – offenbar als Protokoll eines Vortrages darüber – beschrieben.

### Rathaus

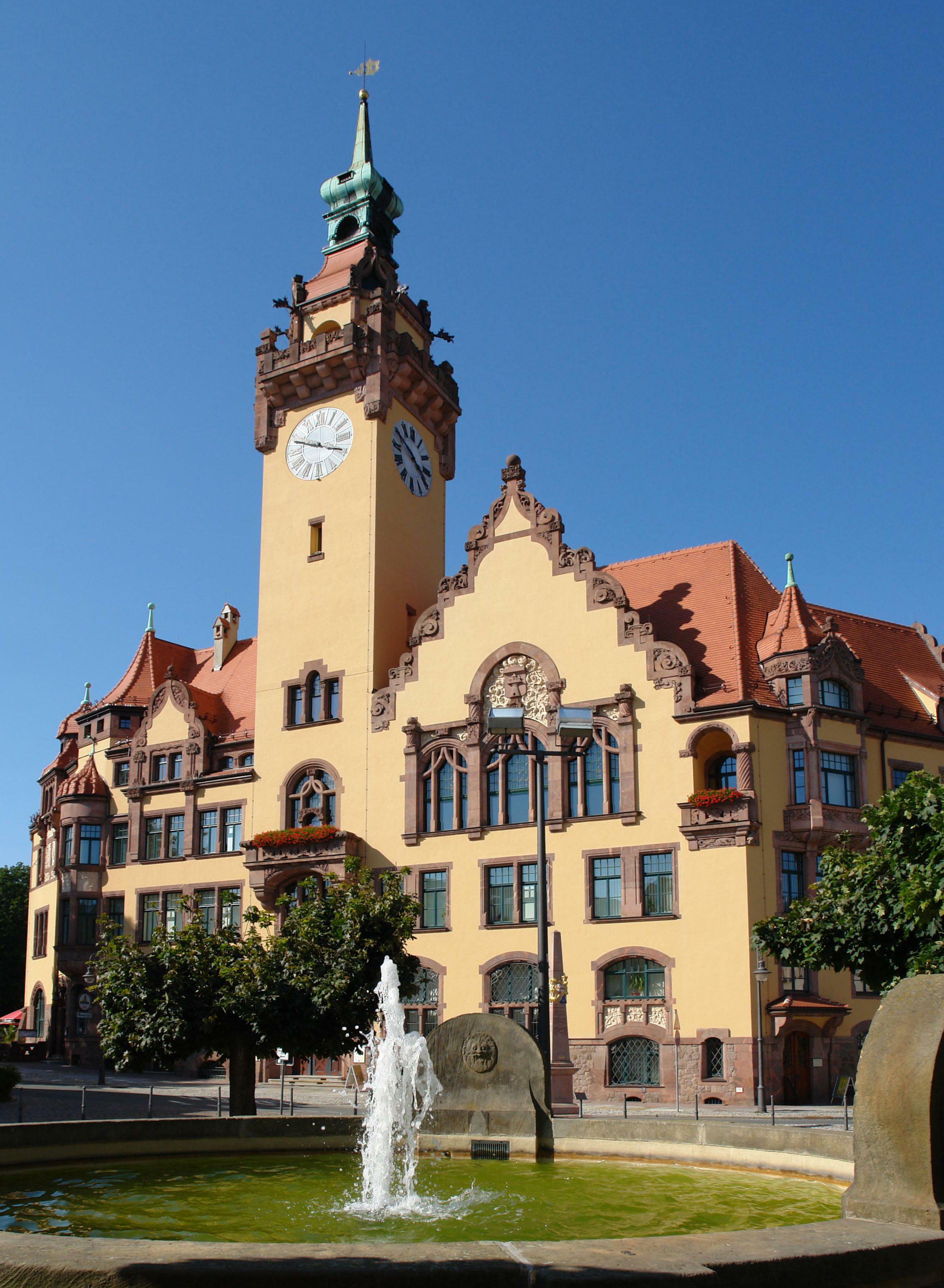
Rathaus

1897 wurde ein Rathausneubau beschlossen. Am 31. August 1899 wurde der Architekt Bruno Seitler in Dresden mit Planung und Bauleitung beauftragt, der seinen Entwurf eines Gebäudes im Jugendstil und in der heutigen und damit auch zukunftsorientierten Größe umsetzte. Zunächst lagen nur grobe Pläne vor, und der Kostenvoranschlag belief sich auf 280.698,91 Mark. Die mit drei Metern Durchmesser sehr große Turmuhr, damals die zweitgrößte in Deutschland nach der des Hamburger Rathauses, konnte am 6. November 1901 in Betrieb genommen werden. Am 23. November 1901 folgte der Ratskeller. Vom 18. auf den 19. Dezember 1901 wurde das Rathaus fast vollständig fertiggestellt, so dass man mit dem Einzug beginnen konnte. Erst im Mai 1902 wurde der Sitzungssaal fertiggestellt. Die offizielle Einweihung war am 2. Oktober 1902.
Abgesehen von den beschwingten Formen des Jugendstils beeindrucken die vielen Buntglas-Fenster, die auch Motive aus der Umgebung zeigen. Ebenso der einzigartig gestaltete Ratssaal – in nordischem Kiefernholz. Das gilt für die Deckenbemalung ebenso, wie für die Verzierungen der Galerie oder die zwei über sieben Meter langen Wandgemälde an den Stirnseiten des Saals.
Das unter Denkmalschutz stehende Rathaus mit seinem 56 Meter hohen Turm kann im Rahmen von Führungen besichtigt werden. Dabei kann auch der Rathausturm bis zur umlaufenden 37,5 Meter hoch liegenden Aussichtsgalerie bestiegen werden, von der sich ein guter Blick auf Waldheim und das Zschopautal bietet.

### Wachbergturm
Nicht allein als Aussichtsturm oder zum Gedenken an die Waldheimer Opfer des Deutsch-Französischen Krieges 1870/71 wurde der Wachbergturm vom Verschönerungsverein der Stadt auf dem Wachberg – damals noch unter dem Namen „Kahler Berg“ bekannt – 264 Meter über normal Null erbaut. Von der Grundsteinlegung am 18. Juni 1871 – am Tag nach dem Fall von Paris – bis zur Eröffnung am 2. September 1871 verging nur eine kurze Zeit, ersetzte faktisch der Berg die Maße, die für die Aussicht nötig sind. Eigentlich trug der Bau den Namen Siegesturm. An seiner Fassade wurden vier Gedenktafeln mit den Namen, den Todestagen und Orten der im Krieg gefallenen Mitbürger angebracht, die heute noch zu sehen sind. Er gilt als erster nach und wegen dieser Schlacht in Deutschland gebaute „Siegesturm“.
Zu Beginn hatte der Turm noch eine Höhe von 14,15 Metern. Im Laufe der Zeit jedoch versperrten die hochgewachsenen Bäume die Sicht, weswegen er 1939 um weitere sechs Meter auf 20,15 Meter aufgestockt wurde. Im Jahr 1994 wurde die Fassade des denkmalgeschützten Turms saniert.

### Viadukte
1844 erhielt die Erzgebirgische Eisenbahngesellschaft die staatliche Erlaubnis zum Bau einer Linie von Chemnitz nach Riesa, die dann 1847 mit der ersten Fahrt von Riesa nach Großbauchlitz bei Döbeln eröffnet wurde. Alle möglichen Wege in die von 13 Hügeln umgebene Stadt erwiesen sich als zu kompliziert, zu lang oder auch im späteren Unterhalt zu teuer, hätte man die Züge an manchen Stellen mit einem Seilbetrieb tatsächlich bergauf- und bergabziehen müssen. Es kam zu der sehr viel teureren Lösung, Viadukte aus Stein zu bauen. Eines steht vor dem höher und außerhalb der damaligen Stadtgrenzen gelegenen Bahnhof, der Diedenhainer Viadukt (Bauzeit 1846–1852). Er ist 52 Meter hoch, 153 Meter lang und besteht aus zwei großen und 13 darüber befindlichen kleineren Bögen. Der Heiligenborner Viadukt steht auf 12 Pfeilern, auf denen sich 36 kleinere Bögen befinden. Er hat eine Höhe von 41 und eine Länge von 210 Metern und wurde ebenso 1852 fertiggestellt. Die Pfeiler und Bögen sowie deren Anordnung machen das Besondere dieser Bauwerke aus. Obwohl die Viadukte alt sind und unter Denkmalschutz stehen, sind sie noch heute zuverlässige Bestandteile des Güter- und Personenverkehrs. Die Bahngesellschaft jedoch, welche die hohen Investitionen tätigen musste, meldete Konkurs an, so dass der Streckenabschnitt mit insgesamt sechs Viadukten Bankrottmeile getauft wurde.

### Weitere Sehenswürdigkeiten
- Marktplatz mit Wettinbrunnen (ebenfalls im Jugendstil) und nachgebildeter kursächsischer Postmeilensäule
- Zschopaubrücke von Matthäus Daniel Pöppelmann
- Schlosskirche St. Otto in der Justizvollzugsanstalt
- Sächsisches Strafvollzugsmuseum in der Justizvollzugsanstalt
- Jugendstilgebäude
- Tafel zur Erinnerung an die Überquerung der Zschopau durch Napoleons Truppen am 6. Mai 1813
- Napoleonstein
- Obelisk am 13. Längengrad

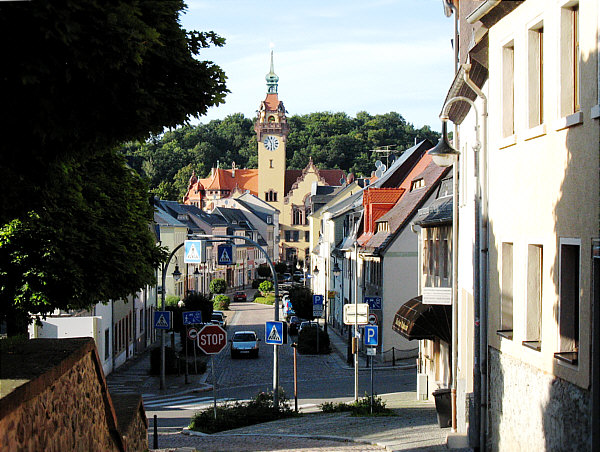
Blick auf den Obermarkt
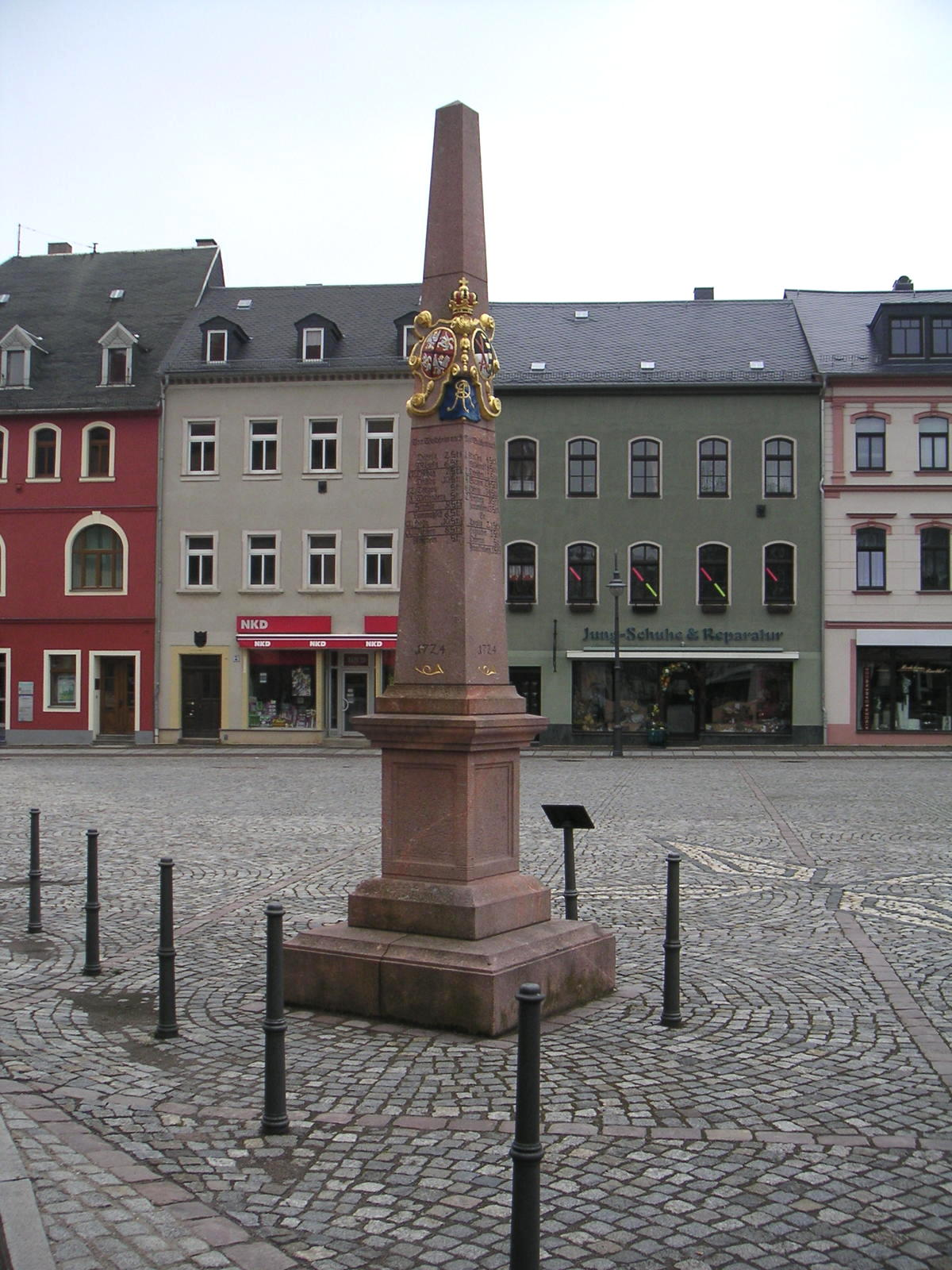
Nachbildung der kursächsischen Distanzsäule von 1724
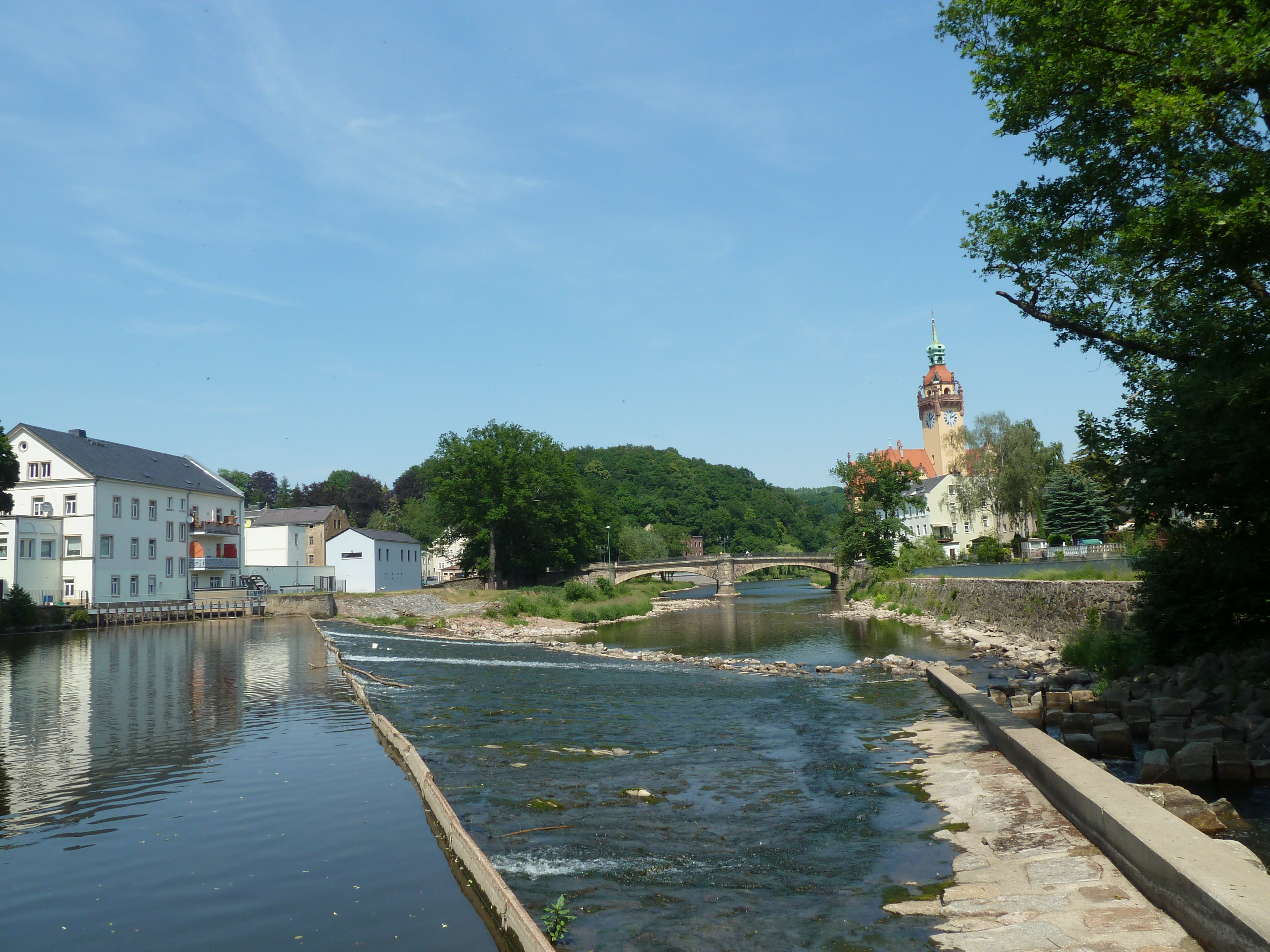
Zschopauwehr mit Blick auf das Rathaus und die Pöppelmannbrücke
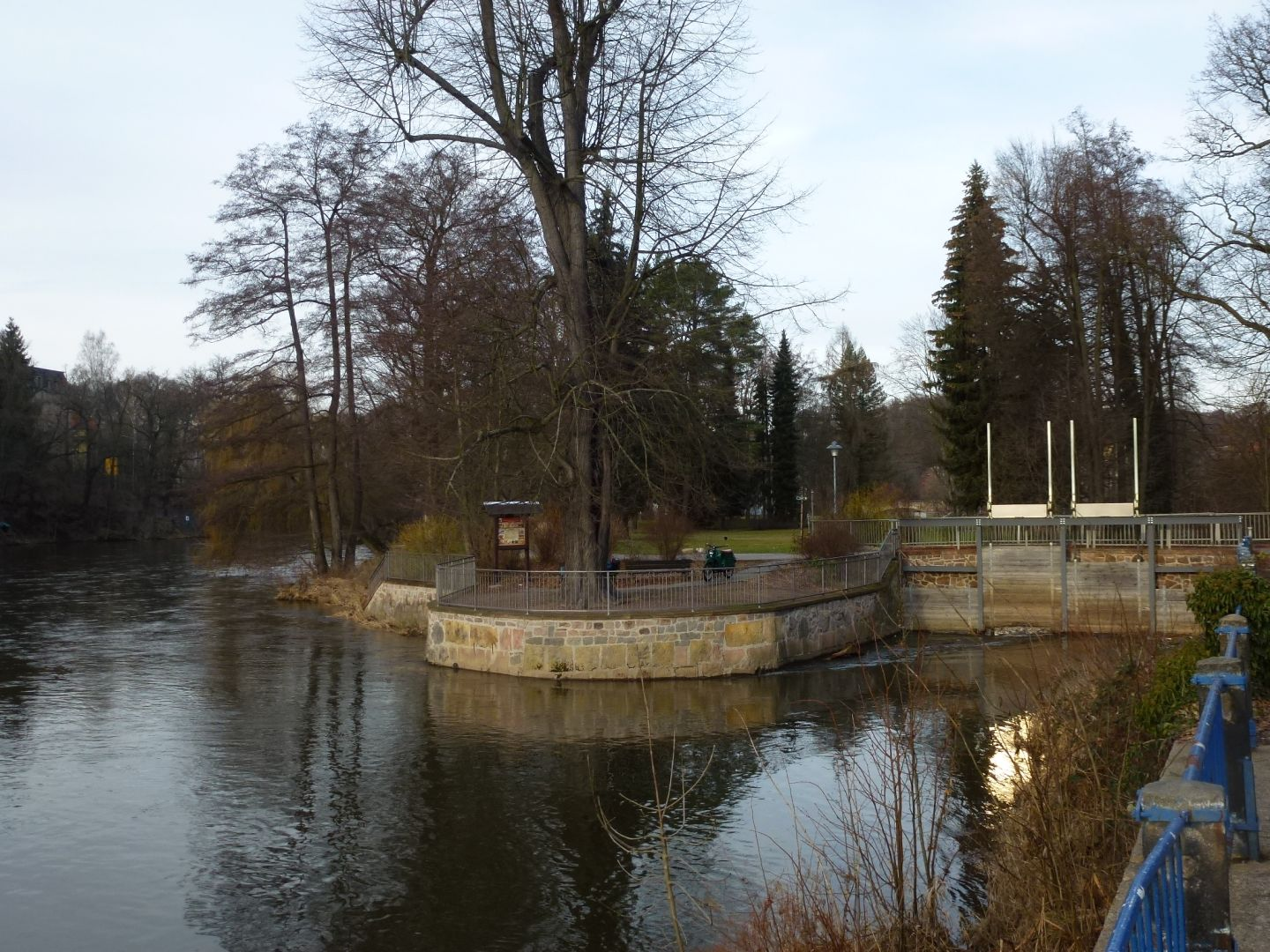
Oberwerder mit Schleuse
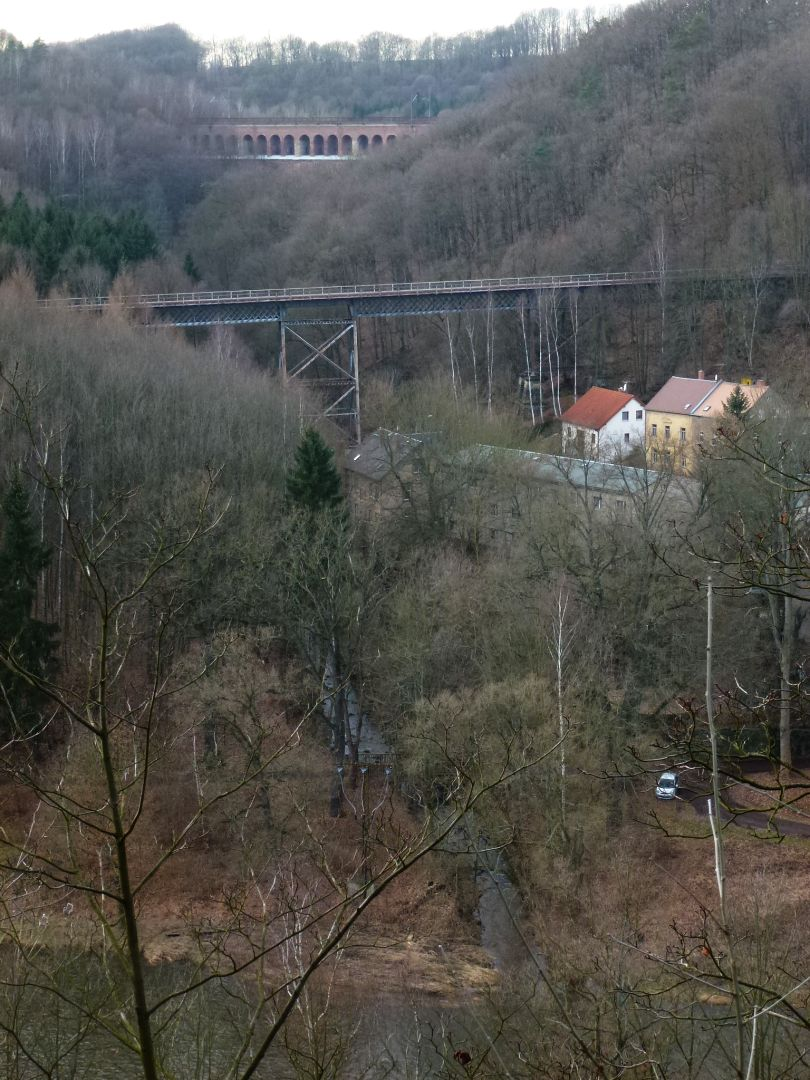
Gerüstpfeilerviadukt der Kleinbahn und Heiligenborner Viadukt
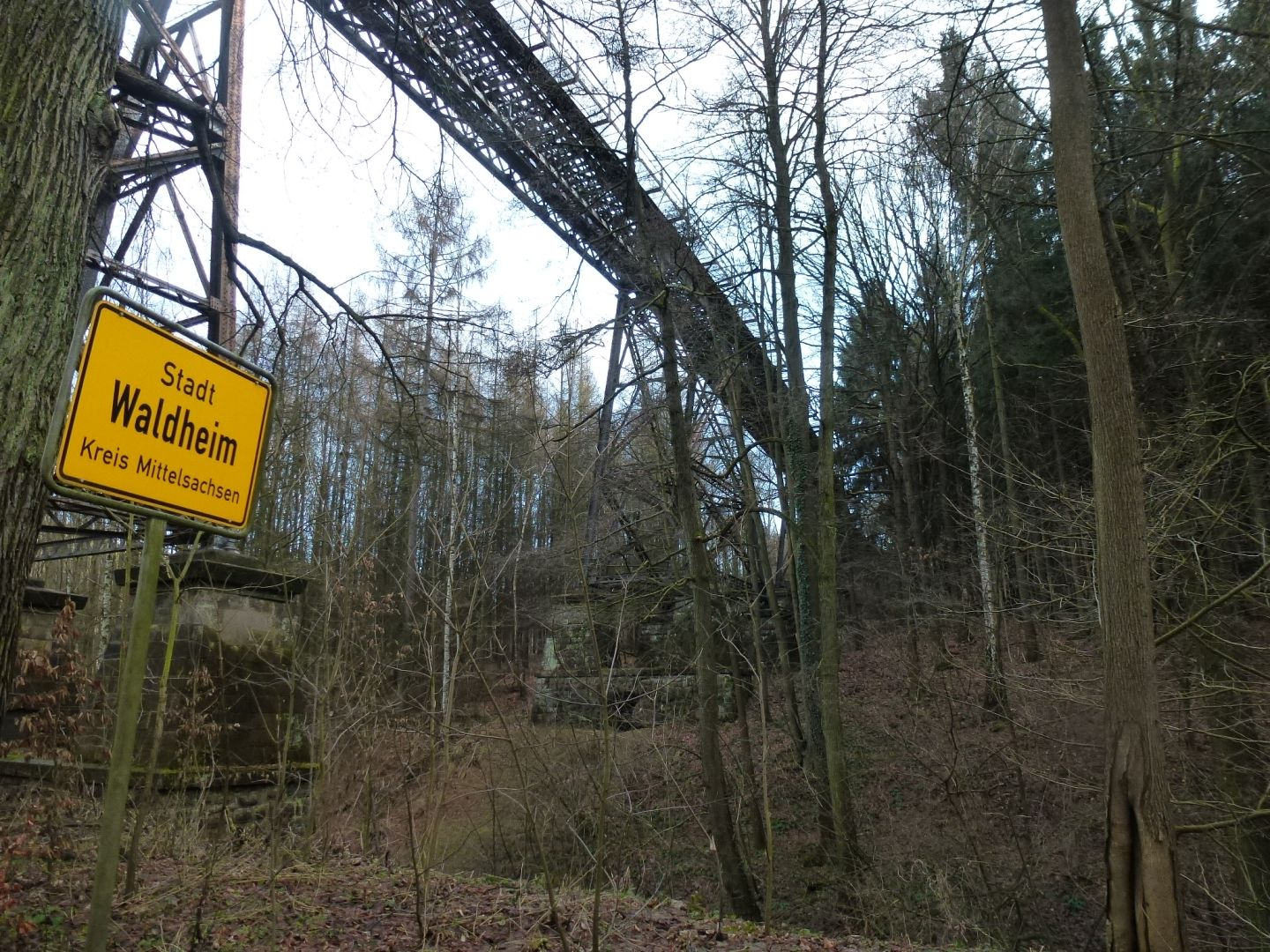
Gerüstpfeilerviadukt der Kleinbahn
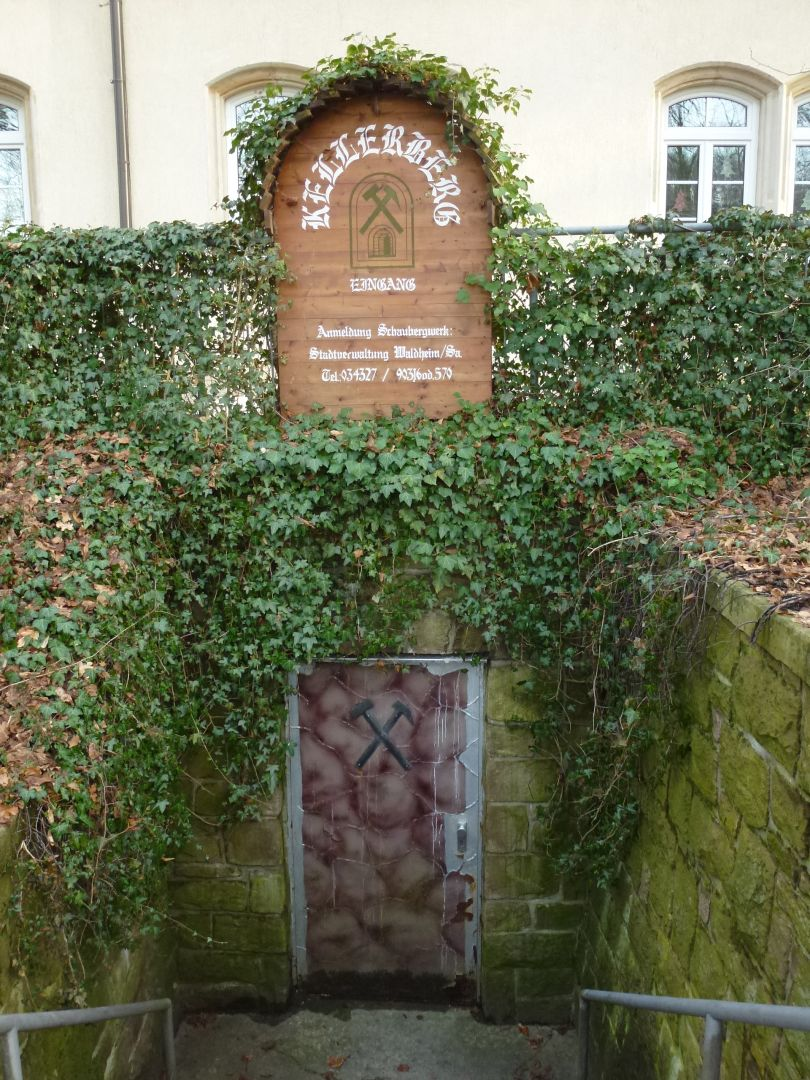
Eingang zum Schaubergwerk „Kellerberg“
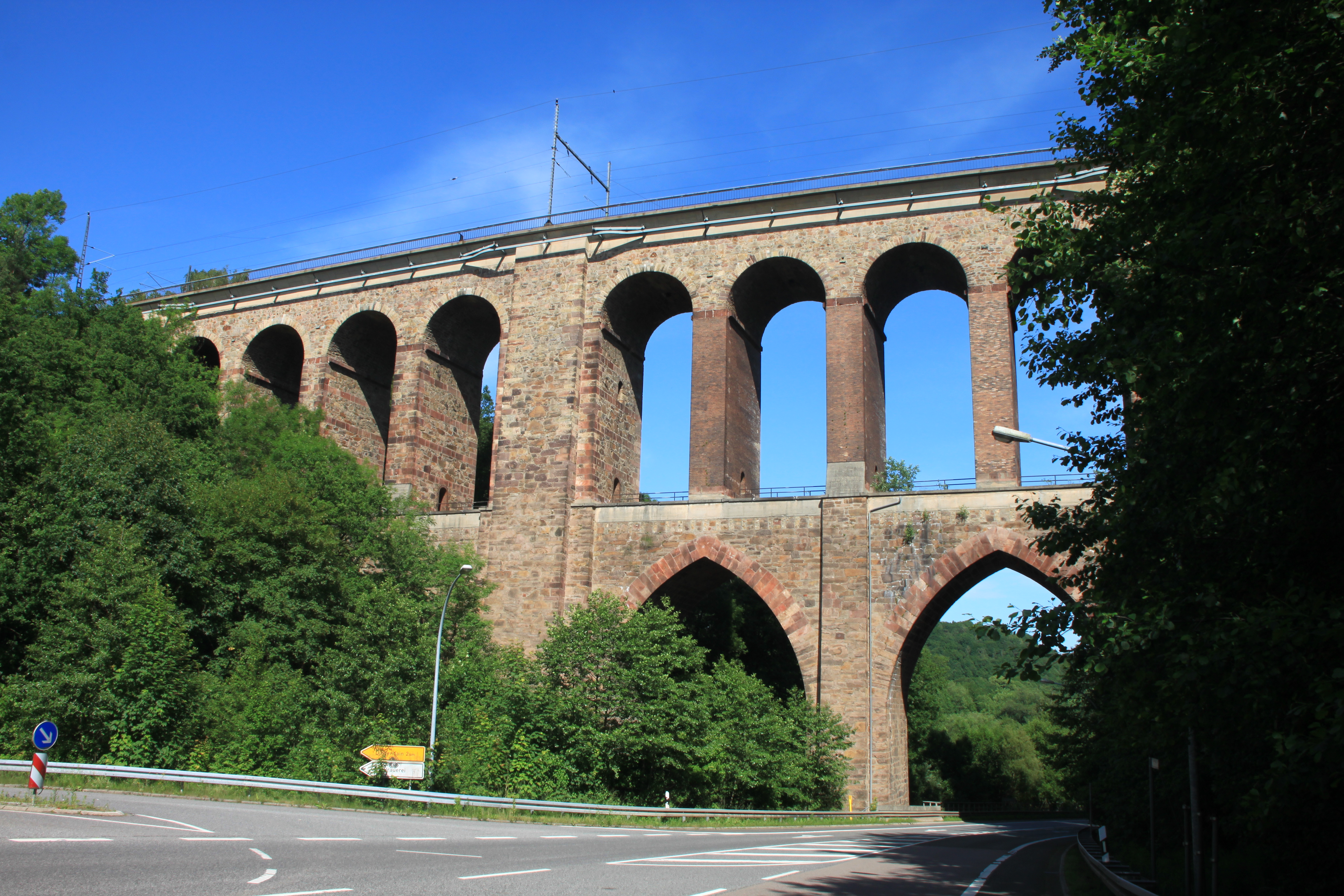
Diedenhainer Viadukt
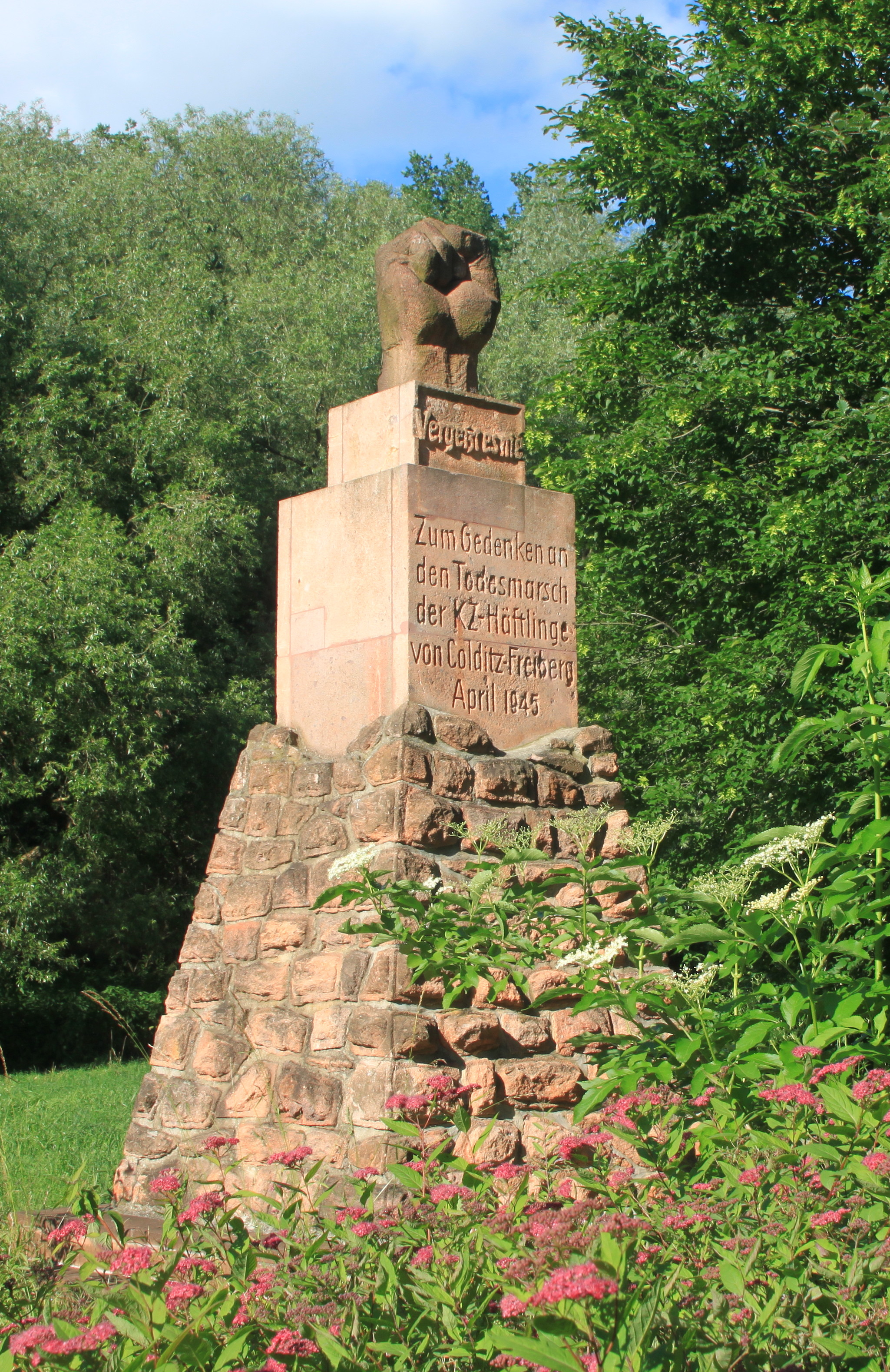
Im Mortel befindet sich ein Denkmal zur Erinnerung an den Todesmarsch von KZ-Häftlingen von Colditz nach Freiberg im April 1945.
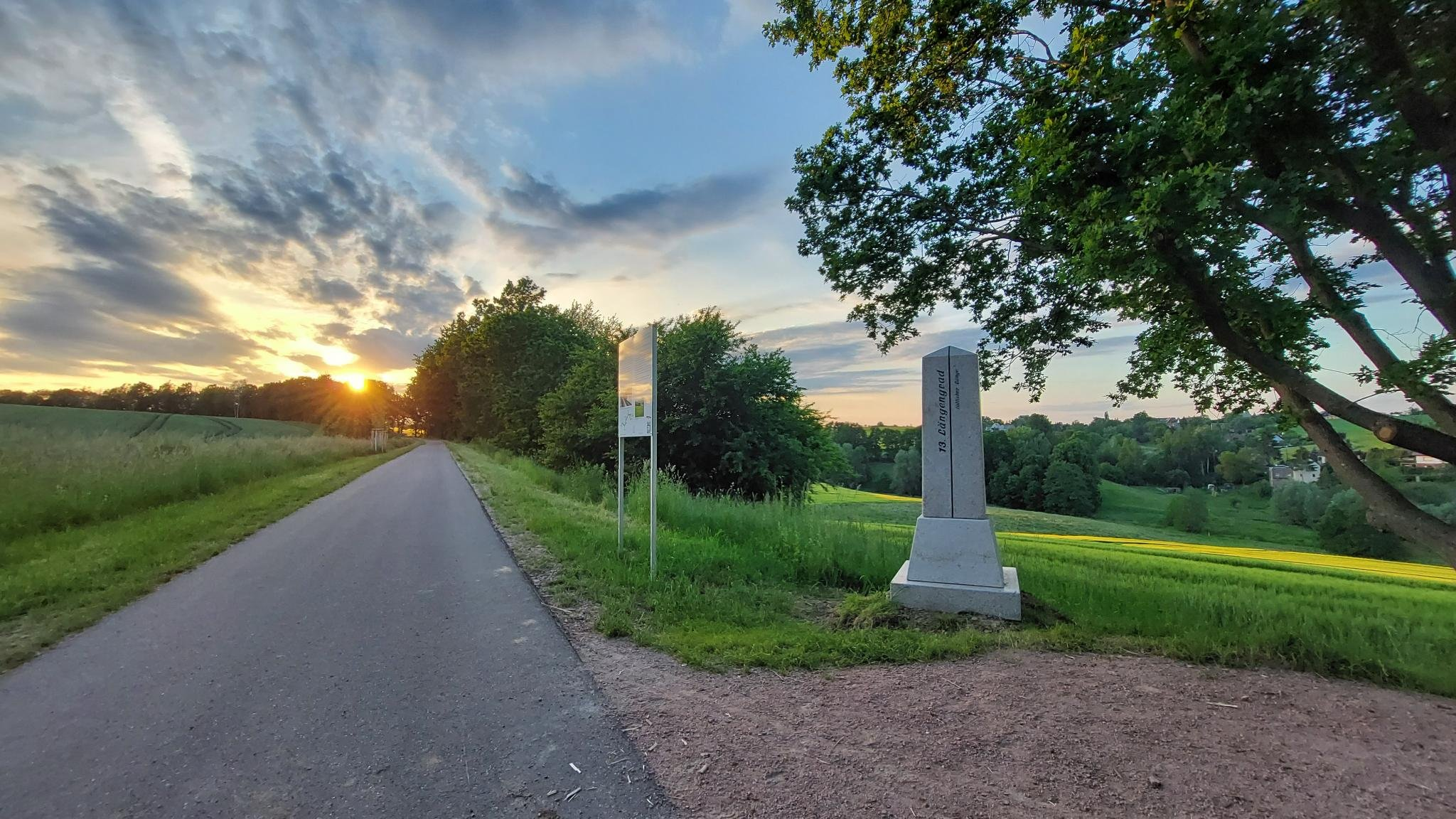
Obelisk am Kreuzungspunkt des Radwegs nach Rochlitz (zurzeit nur bis Fröhne befahrbar) mit dem 13. Längengrad (mit Sitzgruppe und Informationstafel)
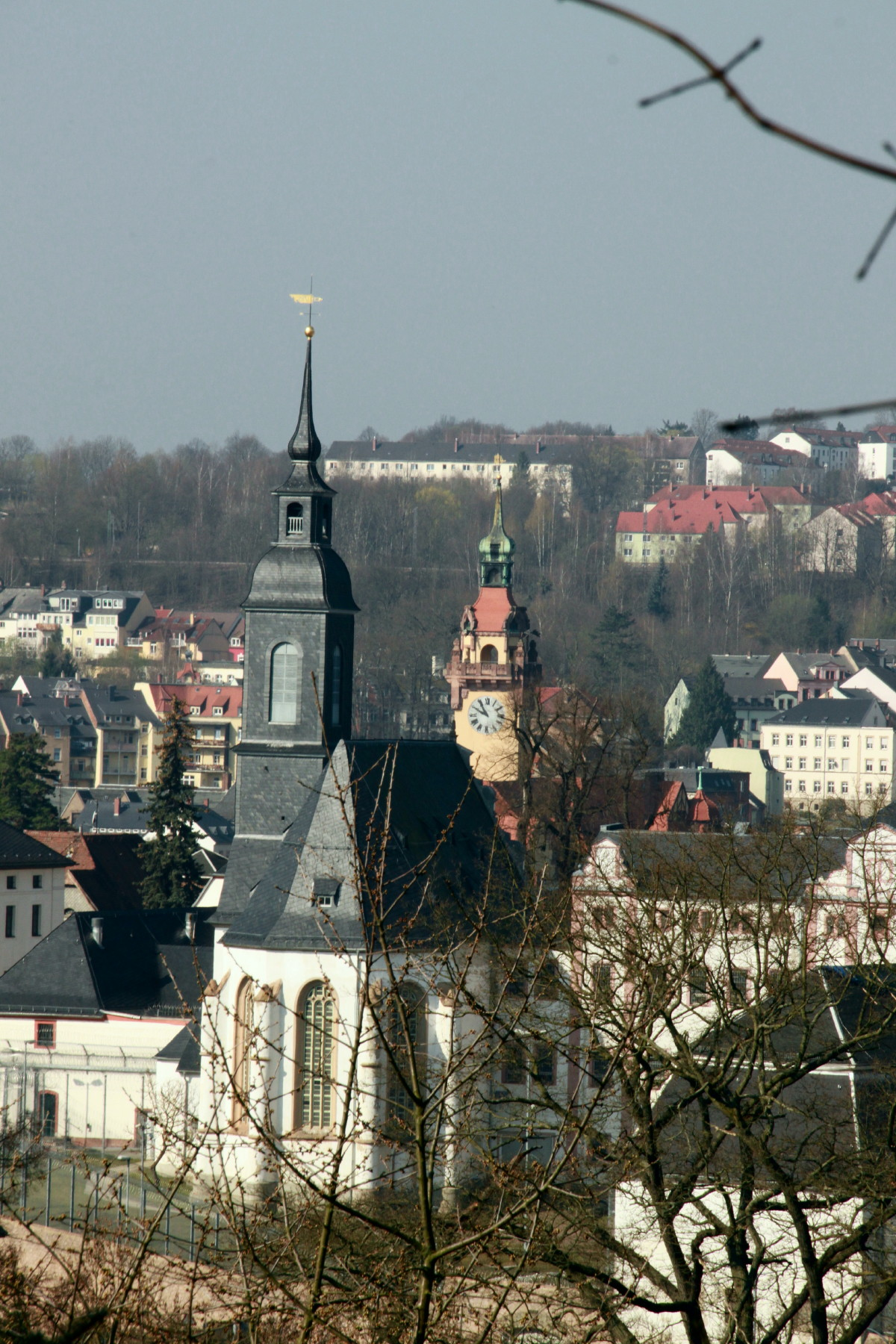
Ehemalige Schlosskirche in der Justizvollzugsanstalt, im Hintergrund der Rathausturm
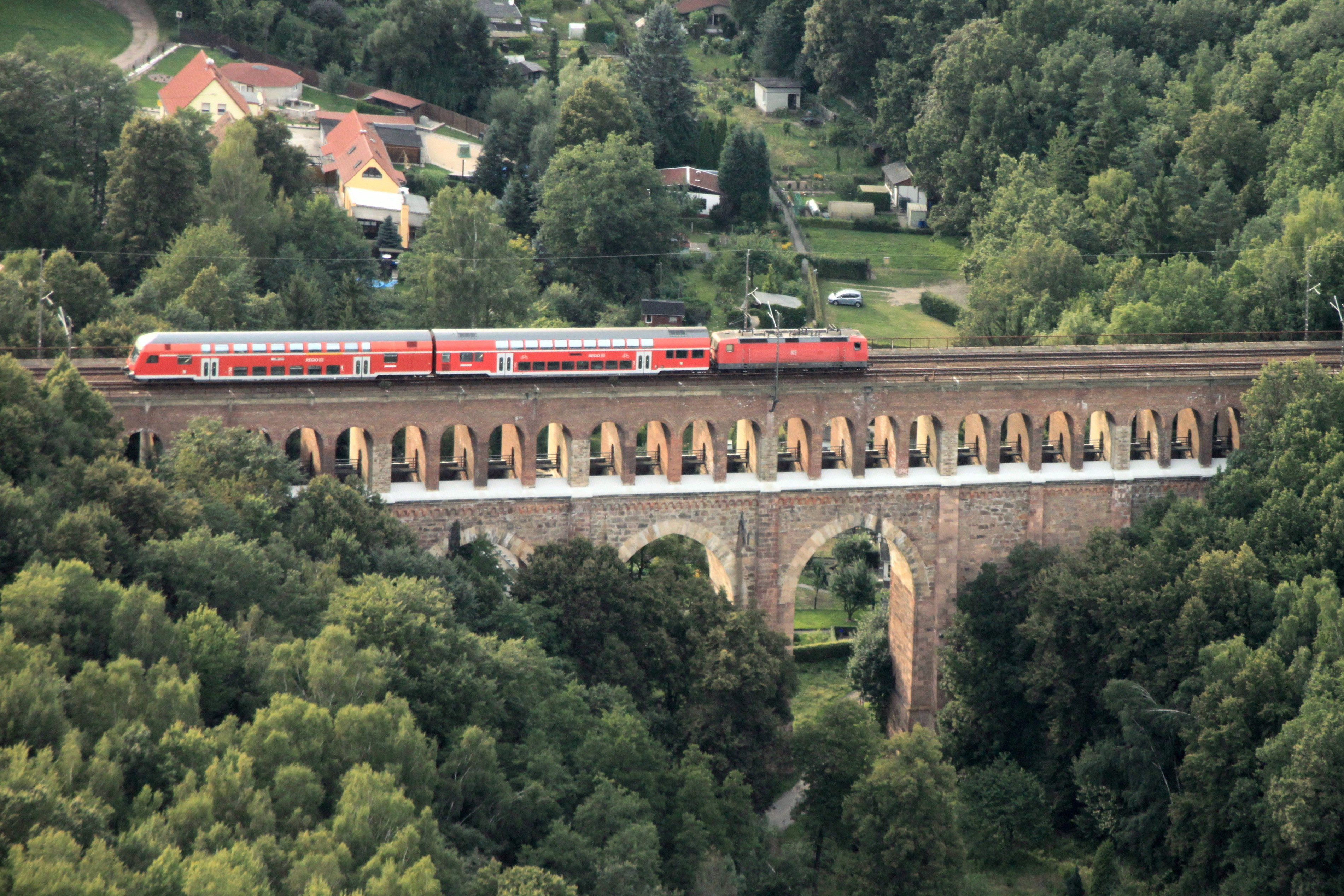
Heilgenborner Viadukt
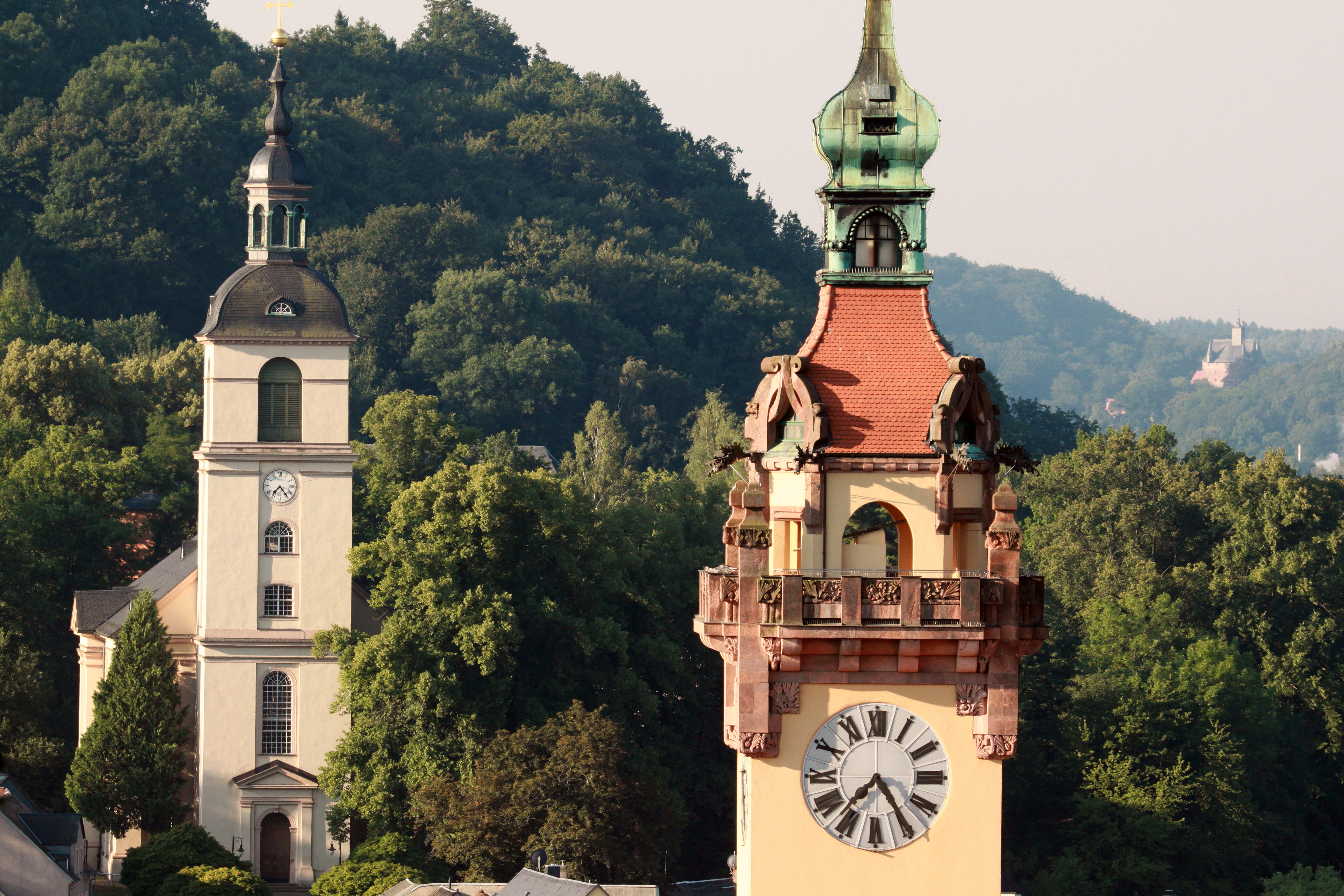
Blick vom Eichberg auf die Türme der Kirche St. Nikolai und das Rathaus – im Hintergrund Burg Kriebstein
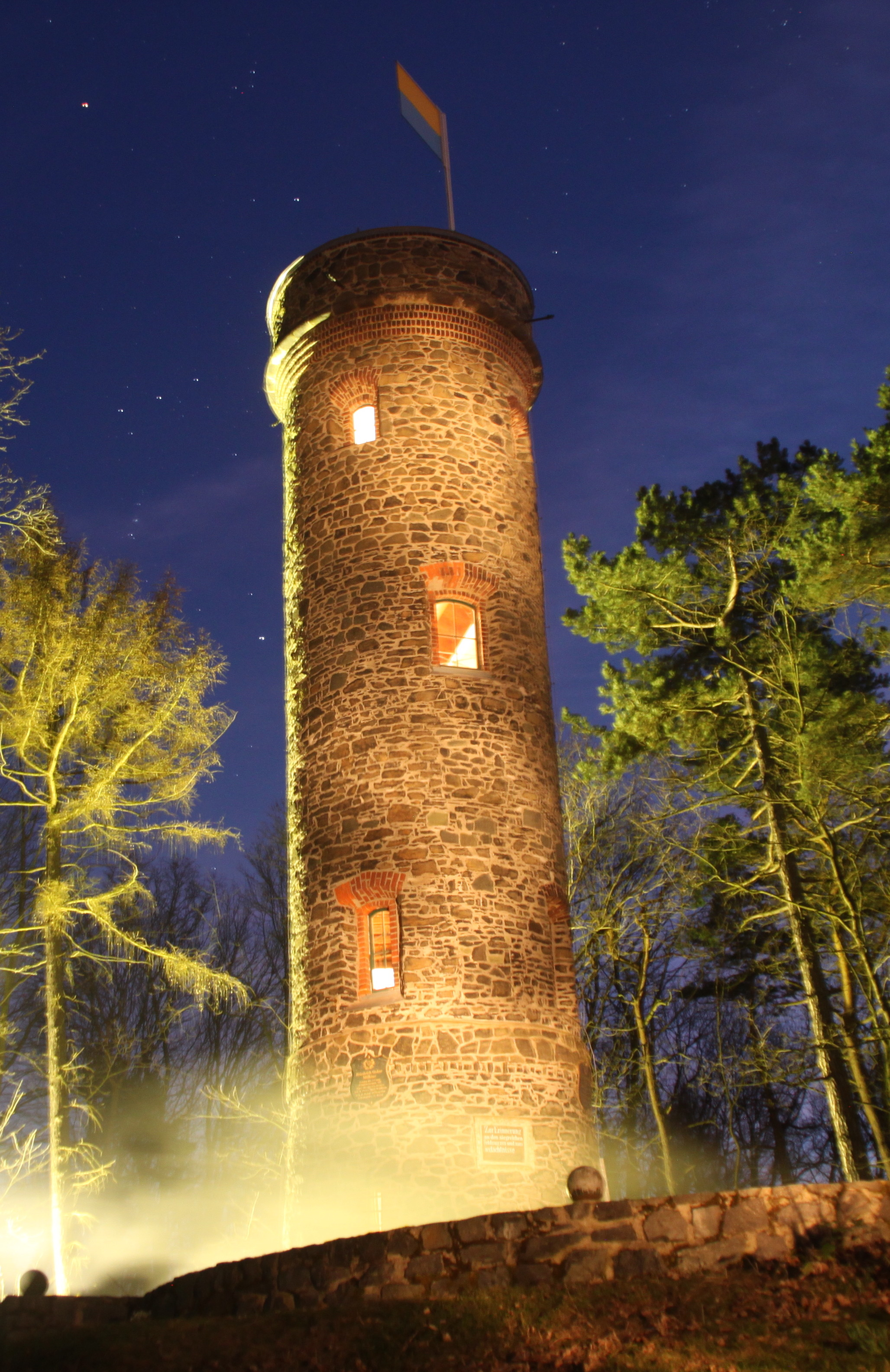
Wachbergturm errichtet 1871 – heute findet hier im Sommer eine Rapunzel-Theater-Aufführung der Förderschule statt.
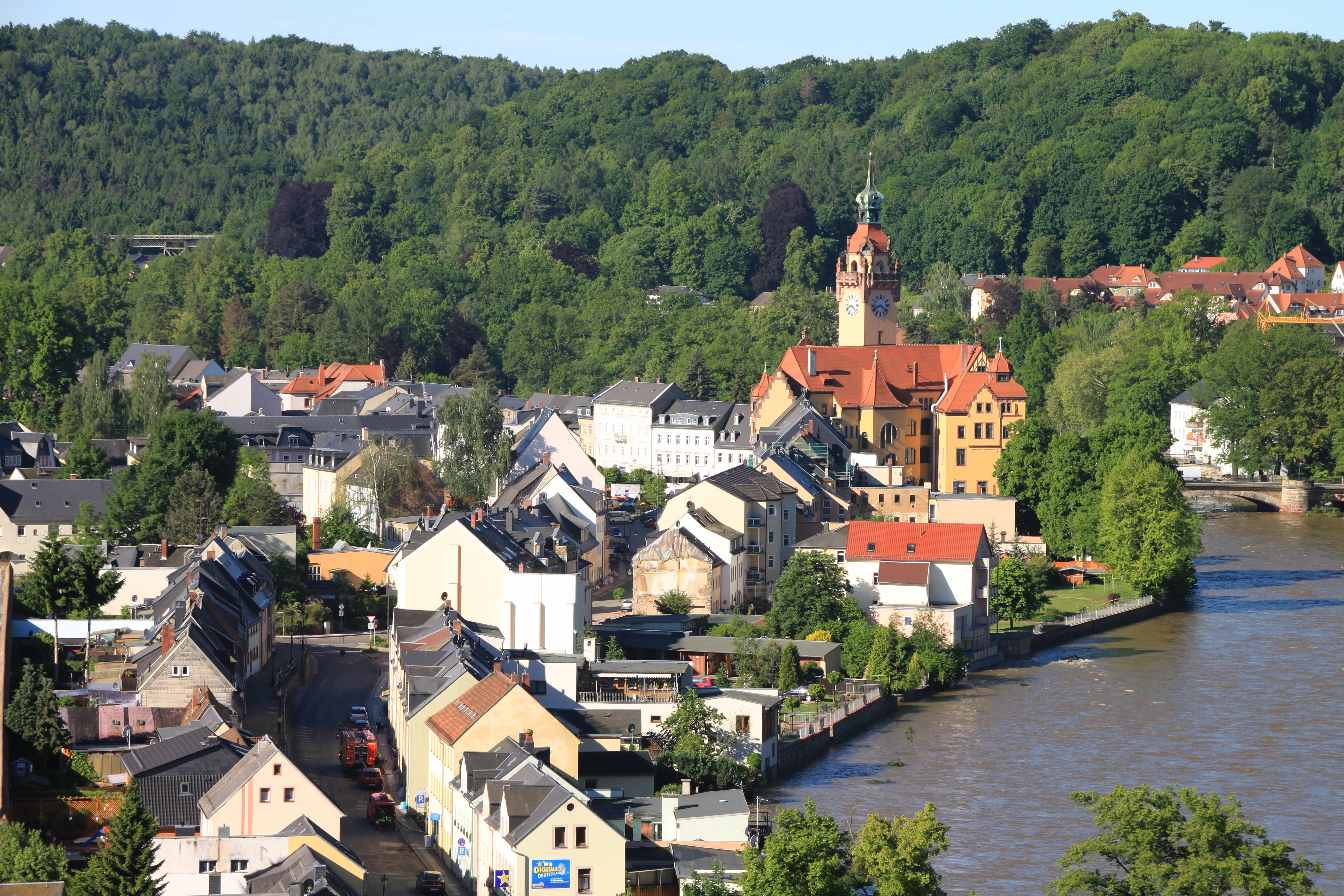
Blick auf das Zentrum von Waldheim mit Zschopau

## Persönlichkeiten

### Ehrenbürger
- Breuning, Ernst (1835–1914), Königlicher Kommissionsrat, Stadtrat
- Buchheim, Friedrich Gotthelf (1818–1902), Lehrer und Heimatdichter, Stadtverordneter, Ortsrichter, Webermeister und Poet
- Buchheim, Georg (1857–1934), Oberlehrer, Heimatdichter und -geschichtsforscher, Verwalter des Heimatmuseums
- Büttner, Johannes (1916–2000), Arzt, Heimatforscher, 1996
- Christ, Franz Friedrich Wilhelm (1797–1851), Königlicher Sächsischer Hauptmann und Direktor des Zucht-, Armen- und Waisenhauses in Waldheim, 1841
- Fallou, Friedrich Albert (1794–1877), Rechtsanwalt und Mitbegründer der Bodenkundler
- Fischer von Waldheim, Gotthelf (1771–1853), Zoologe, Anatom, Entomologe, Paläontologe, Geologe und Bibliothekar (10)
- Fritsch, Christian Wilhelm (1799–1886), Rektor der Knabenschule, 1852
- Härtel, Karl Theodor Max (1826–1896), Bürgermeister (1865–1896), 1896
- Hauschild, Friedrich Anton (1781–1861), Hausverwalter und Direktor des Zuchthauses in Waldheim, 1833
- Hecht, Andreas (1879–1929), Heimatdichter und Buchdrucker
- Kolbe, Georg (1877–1947), Bildhauer und Medailleur
- Mey, Robert (1804–1873), Pfarrer, Superintendent, Kirchenrat, 1841
- Müller, Albin Theodor Robert (1817–1888), Apothekenbesitzer, Stadtrat und stellvertretender Bürgermeister, Stadtverordneter, 1880
- Neuhof, Benjamin Eduard (1799–1879), Anstaltsarzt, 1851
- Ludwig Albert Julius Niethammer (1833–1908), Kaufmann und Papierfabrikant in Kriebethal, 1897
- Pause, Gustav (1853–1931), Stadtverordneter, Stadtrat und stellvertretender Bürgermeister, 1916
- Schwabe, Kurt (1905–1983), Chemiker und Leiter des Forschungsinstitutes Meinsberg, 2008
- Weißling, Heinrich (1923–2017), Übersetzer und Autor, 2008
- Wild, Ernst Hermann (1818–1875), Kaufmann und Zigarrenfabrikant, Stadtrat
- Zapf, Carl Christian (1806–1888), Pfarrer, Superintendent, 1860

(Quelle:)

### Söhne und Töchter der Stadt
- Abratis, Thomas (* 1967), Nordischer Kombinierer
- Altner, Georg (1901–1945), Reichstagsabgeordneter der NSDAP, SS-Brigadeführer und Polizeipräsident von Dortmund
- Biernath, Irmgard (1905–1998), Lehrerin und Bildhauerin
- Döhnel, Fritz (1842–unbekannt), Turner, Turnpädagoge und -funktionär
- Fanghänel, Egon (1935–2023), Chemiker und Hochschulrektor
- Fischer von Waldheim, Gotthelf (1771–1853), Zoologe, Anatom, Entomologe, Paläontologe, Geologe und Bibliothekar
- Fritz, Peter (* 1952), Energieexperte und Wissenschaftsmanager
- Govinda, Lama Anagarika (1898–1985), buddhistischer Gelehrter und Künstler, Gründer des Arya Maitreya Mandala
- Hilscher, Paul Christian (1666–1730), lutherischer Geistlicher und Theologe
- Horn, Rudolf (* 1929), Möbeldesigner und Professor für Design
- Kohl, Horst (1855–1917), Pädagoge und Historiker
- Kolbe, Emil Rudolf (1873–1947), Architekt
- Kolbe, Georg (1877–1947), Bildhauer und Medailleur
- Küchenmeister, Walter (1897–1943), Eisendreher, Journalist, Redakteur und Schriftsteller, Widerstandskämpfer im Dritten Reich (Rote Kapelle)
- Lange, Erich (1896–1981), Chemiker und Hochschullehrer
- Leutert, Gerald Kurt (1929–1999), Anatom und Rektor ad interim der Universität Leipzig
- Meinig, Arthur (1853–1904), Architekt
- Mohr, Ernst-Günther (1904–1991), Jurist und Botschafter
- Nagel, Johann Friedrich (1765–1825), Maler
- Niethammer, Günther (1908–1974), Ornithologe
- Pölitz, Hans-Günther (* 1952), Kabarettist und Gründer des Kabaretts „Magdeburger Zwickmühle“
- Reich, Carl Gottlob (1782–1852), Taubstummenlehrer, Direktor des Leipziger Taubstummen-Instituts
- Rübner, Kurt (1875–1965), Graphiker
- Scheuffler, Hans Fritz (1883–nicht ermittelt), Verwaltungsjurist und Kommunalpolitiker
- Scheurell, Wolf-Dieter (1944–2017), Politiker der SPD und ehemaliges Mitglied der Hamburgischen Bürgerschaft
- Schlieben, Hans-Joachim (1902–1975), Botaniker und Pflanzensammler
- von Schlieben, Georg (1843–1906), sächsischer Generalleutnant
- Schubert, Rudolf (1866–1954), Pädagoge und Hochschullehrer
- Sillig, Johann Gottfried (1734–1792), Diakon in Döbeln
- Stark, Ekkehart (1947–2022), Maler und Grafiker
- Volkmann, Johannes (1889–1982), Chirurg
- Winkler, Werner (1913–1964), Chemiker und Politiker (SED), Minister
- Wußing, Hans (1927–2011), Wissenschaftshistoriker
- Zschelletzschky, Herbert (1902–1986), Kunsthistoriker

### Persönlichkeiten, die vor Ort gewirkt haben
1970er-Jahre bis zum Tod 2017: Heinrich Weissling, in Ungarn geborener Übersetzer, Lexikograf und Autor (ggf. Herausgeber) verschiedener Publikationen über Waldheim.
Januar bis August 2016: François Maher Presley (* 1961), Essayist, Fotograf, Kurator, Kunstkritiker und Philanthrop, schrieb hier die Bücher Waldheim in Mittelsachsen, Waldheim Top 25 und Mord in Waldheim, zudem arbeitete er hier an dem Buch Resozialisierung durch Kunst und Kultur / Entwicklungen im Strafvollzug, machte Waldheim zum Mittelpunkt des Geschehens seines Kinderbuchs „Prinzessin Françoise und der Königliche Geschichtenerzähler“ und wirkte über diese Zeit hinaus durch viele Förderprogramme seiner François Maher Presley Stiftung für Kunst und Kultur, darunter Malwettbewerbe, Museumspädagogische Dienste, Drucksachen für die Stadt oder das Stadt- und Museumshaus, die Einrichtung von Galerien, Theaterprogramme oder das Ehrengrab für Lama Anagarika Govinda.
1960–1969: Else Kränkel (1908–1981), Ökonomin, Widerstandskämpferin gegen den Faschismus des NS-Regime, Stellvertretende Vorsitzende des Rates des Bezirkes Karl-Marx-Stadt (1953–1954), war von 1960 bis 1969 Bürgermeisterin von Waldheim.
1945–1951: Alexander Neroslow (1891–1971), Maler, war bis zum 8. Mai 1945 als politischer Gefangener im Zuchthaus Waldheim, trat anschließend in die KPD ein und arbeitete als Dolmetscher und Sekretär in der Stadtverwaltung. Prägte mit einer regen Ausstellungstätigkeit das kulturelle Leben Waldheims.
1969 – 2011: Hans-Gert Buchwald (1946–2013), Heimatforscher und Autor, Mitgründer des Museums der Strafvollzugsanstalt Waldheim, Verfasser verschiedener lokaler Geschichtswerke „Waldheim in alten Ansichten“, 3 Bde.; „Kleine Waldheimer Postgeschichte(n)“
1912–1918: Clemens Pfau (1862–1946), Lehrer und Heimatforscher, der von 1912 bis 1918 in Waldheim als stellvertretender Direktor des Realprogymnasiums, dann als Begründer der nach seinem Sohn benannten „Otto-Pfau-Stiftung zur Unterstützung von Schülern“. Während seiner Zeit in Waldheim gründete er den Verein „Pflegschaft für Sächsische Volkskunde“, initiierte später das „Waldheimer Heldenbuch“, stiftete dem Heimatmuseum der Stadt seine Sammlung dortiger Altertümer und verfasste zahlreiche Schriften, darunter „Geschichte über Gesteine der Waldheimer Gegend“, „Die alten Waldheimer Berkeley“, „Die Schützengesellschaft zu Waldheim und ihre Schwesterngilden in Rochlitzer Amt“. Nach dem Tod seines Sohnes im Ersten Weltkrieg initiierte er den Heldenfriedhof in Waldheim.
Oktober 1900 – September 1934: Max Otto Würffel (1867–1952), Pädagoge, Diakon, Maler, war nicht allein seit dem 14. Oktober 1900 ganze 34 Jahre Diakon der evangelischen Gemeinde, sondern machte sich auch als Maler einen Namen. In Waldheim legte er zudem den Friedhof neu an, um so den heute noch erkennbaren parkähnlichen Charakter zu schaffen.
1870–1874: Karl May (1842–1912), Schriftsteller, rechtskräftig verurteilt zu vier Jahren Haft im Zuchthaus Waldheim wegen Diebstahls, Betrugs und Hochstapelei, spielte sonntags während des katholischen Gottesdienstes für die Mitgefangenen an der von Friedrich Jahn erbauten Orgel.
Bis Februar 1775: Johann Ernst Greding (1718–1775), Arzt, lebte am Armenhaus zu Waldheim, das er ab 1758 leitete. Machte durch eine Veröffentlichung 1774 das Wiesen-Schaumkraut als Arzneipflanze bekannt.

1698–1728: Ernst Friedrich Schlegel von Gottleben, Magister, Pastor, Inspector in Waldheim, Sohn des Dr. Christoph Schlegel von Gottleben, 1689 Diacon in Oederan, von 1693 bis 1698 Pastor in Radeberg.